# Liste der Kulturdenkmale in Großröhrsdorf

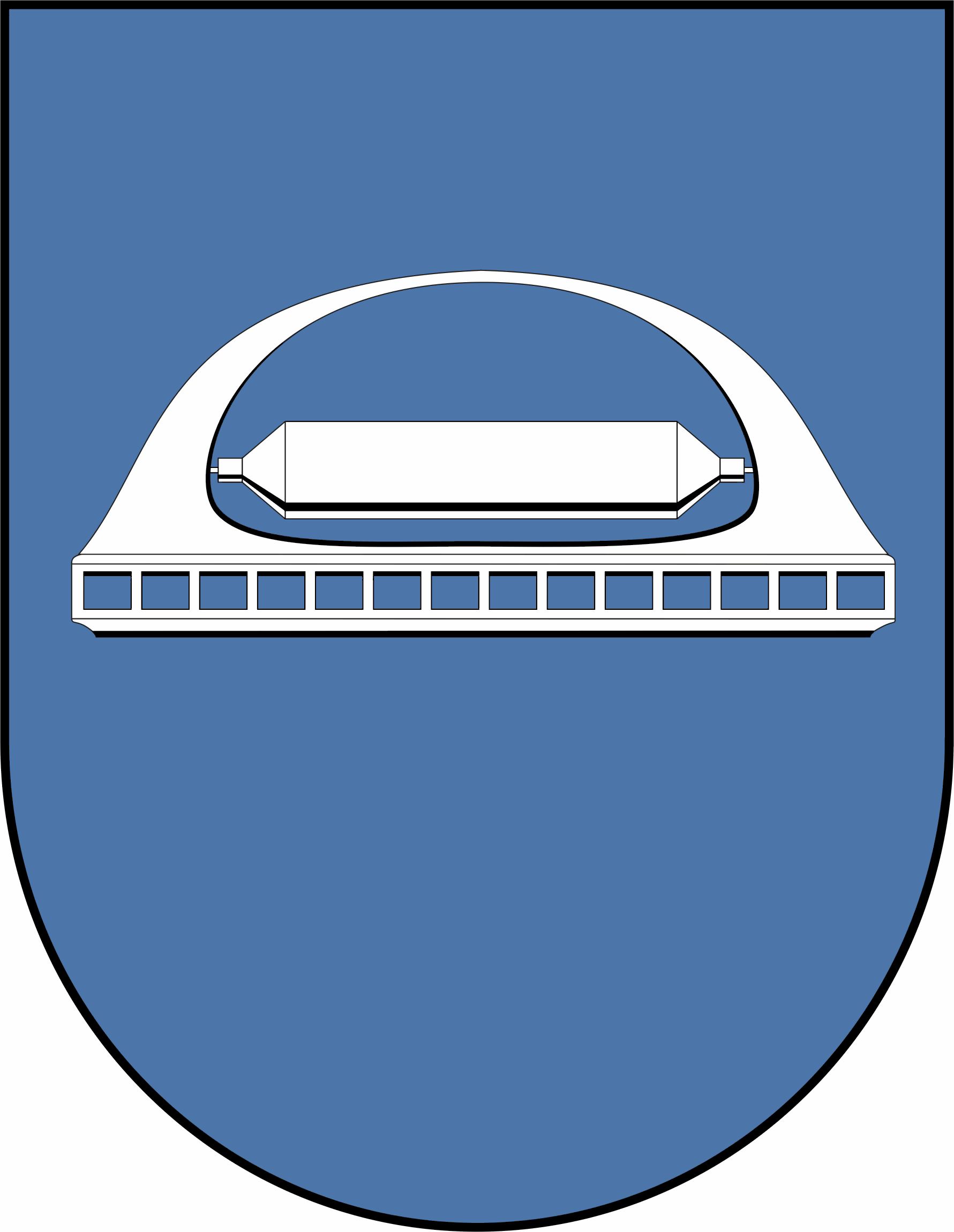
Wappen von Großröhrsdorf

In der Liste der Kulturdenkmale in Großröhrsdorf  sind die Kulturdenkmale der sächsischen Stadt Großröhrsdorf verzeichnet, die bis September 2024 vom Landesamt für Denkmalpflege Sachsen erfasst wurden (ohne archäologische Kulturdenkmale). Die Anmerkungen sind zu beachten.
Diese Liste ist eine Teilliste der Liste der Kulturdenkmale im Landkreis Bautzen.

## Großröhrsdorf
| Bild                                    | Bezeichnung | Lage                                                            | Datierung | Beschreibung | ID       |
| --------------------------------------- | --- | --------------------------------------------------------------- | --- | --- | -------- |
|                                         | Wohnhaus in offener Bebauung | Adolphstraße 6 (Karte)                                          | Um 1898 | Zeittypischer Klinkerbau mit übergiebeltem Seitenrisalit, kräftiges Gurtgesims, Fensterverdachungen durch Zweifarbigkeit betont, an der Schmalseite des Gebäudes Zierverbretterung am Giebel und Freigespärre, baugeschichtlich und städtebaulich von Bedeutung | 09304325 |
|                                         | Wohnhaus in offener Bebauung, Ecklage | Adolphstraße 14 (Karte)                                         | Zwischen 1895 und 1900 | Aufwändig gegliederter Putzbau mit zwei Fachwerkgiebeln und Eckerker, Erdgeschoss mit Rundbogen- und Thermenfenstern, baugeschichtlich von Bedeutung | 09289601 |
|                                         | Kaufhaus Brückner, in Ecklage | Bandweberstraße 16 (Karte)                                      | Bezeichnet mit 1928 | Zeittypischer Putzbau mit Turm und Erker zur Eckbetonung, zu großen Teilen authentisches Erscheinungsbild, baugeschichtlich, städtebaulich und ortsgeschichtlich von Bedeutung; Äußeres Erscheinungsbild des dreigeschossigen Baukörpers ohne tiefgreifende Veränderungen erhalten, Kubatur und Proportionen unverändert (außer großen Schaufenster ohne Sprossung im Erdgeschoss); ansonsten zweiflügelige Fenster mit vielen Horizontalsprossen, 1. Obergeschoss besonders betont durch Fensterverdachungen und Putzornamente, so auch Dekoration des Eckerkers, typisches Dekor der 1920er Jahre (Sgraffito) mit Inschrift „Erbaut 1928 CS“, Turmspitze zur Bekrönung des Erkers schiefergedeckter Spitzkegel, Zwerchhäuser als Dachausbauten, zum Teil mit gepaarten Fenstern | 09300919 |
|                                         | Brücke über die Röder | Bandweberstraße (gegenüber) (Karte)                             | Bezeichnet mit 1858 | Bogen mit zinnenartigen Aufsätzen, Granitwerkstein, baugeschichtlich und straßenbildprägend von Bedeutung | 09289613 |
|                                         | Wohnhaus in offener Bebauung (ohne hinteren Anbau) | Bandweberstraße 27 (Karte)                                      | 2. Hälfte 19. Jahrhundert | Später Lehrlingswohnheim, historistischer Putzbau mit Stilelementen der Neorenaissance, baugeschichtlich von Bedeutung, dreigeschossig, große (im Erdgeschoss segmentbogige) Fenster, Zitat eines Renaissance-Palazzos | 09289614 |
| Direkt Bild zu diesem Denkmal hochladen | Gedenktafel für George Hans | Bandweberstraße 51 (Karte)                                      | 1920er Jahre | Ortsgeschichtlich von Bedeutung; George Hans, der hier wohnte, führte 1680 in Großröhrsdorf die Bandweberei ein. | 09289612 |
|                                         | Gasthof „Grüner Baum“ in Ecklage (nur der Teil zur George-Hans-Straße) | Bandweberstraße 69 (Karte)                                      | 1905/1910 | Zweigeschossig, mit rundem Eckturm, bemerkenswerte Jugendstilfassade mit Thermenfenstern (Buntglas), baugeschichtlich, ortsgeschichtlich und straßenbildprägend von Bedeutung, wahrscheinlich auch reiche Innenausstattung | 09289620 |
|                                         | Villa mit Garten und Einfriedung | Bandweberstraße 72 (Karte)                                      | Um 1900 | Repräsentativer, späthistoristischer Putzbau mit Eckturm und Mittelrisaliten mit Giebeln, in Formen der deutschen Neorenaissance, reich an Ranken- und Muschelschmuck, baugeschichtlich und straßenbildprägend von Bedeutung, zweieinhalbgeschossig, Blitzableiter | 09289647 |
|                                         | Wohnhaus | Bandweberstraße 73 (Karte)                                      | Bezeichnet mit 1823; Teile gewiss jünger, Ende 19. Jahrhundert                                                                           | Obergeschoss verbrettertes Fachwerk, Sandsteingewände, baugeschichtlich von Bedeutung; möglicherweise abgerissen und durch Neubau ersetzt | 09289621 |
|                                         | Wohnhaus in offener Bebauung und Ecklage | Bandweberstraße 102 (Karte)                                     | Um 1905 | Zeittypischer Putzbau mit dominantem Eckturm mit Zeltdach, im Giebelbereich Zierfachwerk, an der Ostseite Balkon mit filigranem schmiedeeisernen Geländer, im Westen überdachtes Eingangshäuschen, baugeschichtlich und städtebaulich von Bedeutung | 09304329 |
|                                         | Fabrikantenvilla mit Einfriedung | Bandweberstraße 103 (Karte)                                     | Bezeichnet mit 1899–1900 | Späthistoristischer Putzbau mit reich gestaltetem Mittelrisalit und geschweiftem Giebel, Turm an der Eingangsseite mit Helm, Freitreppe, baugeschichtlich, ortsgeschichtlich und straßenbildprägend von Bedeutung, zweigeschossig | 09289646 |
| Direkt Bild zu diesem Denkmal hochladen | Östliches Wohnstallhaus eines Vierseithofes | Bandweberstraße 117b (Karte)                                    | Um 1800 | Zweieinhalbgeschossig, Erdgeschoss in Feldstein mit Sandsteingewänden, Obergeschosse Fachwerk, samt Drempel verbrettert, baugeschichtlich von Bedeutung, Fenster original erhalten, Abbruchgenehmigung 2003 | 09289674 |
|                                         | Wohnhaus in offener Bebauung | Bandweberstraße 121 (Karte)                                     | Bezeichnet mit 1840 | Putzbau mit Resten einer aufwändigen Putzgliederung, Giebel mit Palladiomotiv, Krüppelwalmdach mit drei Fledermausgaupen, Sandsteingewände, baugeschichtlich von Bedeutung, zweigeschossig | 09289648 |
| Weitere Bilder                          | Wohnhaus über rechtwinkligem Grundriss (ehemalige Obermühle oder Bodens Mühle) | Bandweberstraße 127 (Karte)                                     | 1. Hälfte 19. Jahrhundert | Obergeschoss und Giebel Fachwerk verbrettert, Krüppelwalmdach, baugeschichtlich und straßenbildprägend von Bedeutung, Biberschwanzdeckung, Fenster weitgehend in Originalgröße | 09289651 |
|                                         | Wohnhaus in geschlossener Bebauung, Ecklage | Bankstraße 2 (Karte)                                            | Wetterfahne bezeichnet mit 1907 | Späthistoristischer Bau mit Elementen des Jugendstils, Mittelturm mit Wetterfahne, baugeschichtlich und straßenbildprägend von Bedeutung, zweigeschossig, Rustikazone im Erdgeschoss (starkes Relief), vier Risalite mit „Ohrenfenstern“ im Obergeschoss | 09289616 |
|                                         | Rundbogenbrücke über die Große Röder | Bergstraße (Karte)                                              | 19. Jahrhundert | Hoher Originalitätsgrad, baugeschichtliche Bedeutung, einbogige Natursteinbrücke, zum Scheitelstein (Granit) beidseitig ansteigende, seitliche Wangen aus langen Granitböden, weitgehend authentisch erhalten | 09304905 |
|                                         | Wohnhaus | Bergstraße 5 (Karte)                                            | 2. Hälfte 19. Jahrhundert | Obergeschoss Fachwerk (teilweise verbrettert und ein Giebel mit dekorativer Schieferwandverkleidung), baugeschichtlicher Wert, zweigeschossiger Baukörper auf rechteckigem Grundriss, Satteldach (Eternit), Kubatur und Proportionen weitgehend authentisch erhalten, Fenster durchgängig in herkömmlichen Abmessungen erhalten, aber sprossenlos erneuert | 09304904 |
|                                         | Wohnhaus in offener Bebauung | Bismarckstraße 18 (Karte)                                       | 1900/1905 | Putzbau mit übergiebeltem Seitenrisalit, Zierklinkern und Sandstein-Fenstergewänden, Satteldach mit Freigespärre, baugeschichtlich von Bedeutung | 09289639 |
|                                         | Wohnhaus in offener Bebauung | Bismarckstraße 20 (Karte)                                       | 1900/1905 | Putzbau mit übergiebeltem Seitenrisalit, Zierklinkern und Sandstein-Fenstergewänden, Satteldach mit Freigespärre, baugeschichtlich von Bedeutung, zweigeschossig, zwei mitprägende Blitzableiter | 09289638 |
|                                         | Doppelwohnhaus in offener Bebauung | Bismarckstraße 24, 26 (Karte)                                   | 1905/1910 | Symmetrischer Putzbau mit Eckrisaliten und Schweifgiebeln, Schmuckfachwerk an der Schmalseite, hölzerner Windfang, baugeschichtlich und straßenbildprägend von Bedeutung, zweigeschossig, zum Teil noch Sprossenfenster | 09289633 |
|                                         | Doppelwohnhaus in offener Bebauung mit Einfriedung | Bismarckstraße 28, 30 (Karte)                                   | 1905/1910 | Symmetrischer Putzbau mit Eckrisaliten und Schweifgiebeln, Schmuckfachwerk am Giebeldreieck der Schmalseite, hölzerner Windfang, baugeschichtlich und straßenbildprägend von Bedeutung | 09289632 |
|                                         | Doppelwohnhaus in offener Bebauung mit Einfriedung | Dr.-Doris-Schurig-Straße 2, 4 (Karte)                           | 1905/1910 | Zweieinhalbgeschossiger Putzbau, Eckrisalite mit Schweifgiebeln, zwei hölzerne Windfänge am Hauseingang, baugeschichtlich von Bedeutung | 09289634 |
|                                         | Wohnhaus in offener Bebauung | Dr.-Doris-Schurig-Straße 6 (Karte)                              | 1900/1905 | Putzbau mit Giebeln nach drei Seiten, Gliederung durch Zierklinker, baugeschichtlich von Bedeutung, zweigeschossig, Backstein (Fensterbekrönungen, Gurtgesimse) und Sandstein (Fensterprofilierungen), Teil der damaligen Gesamtplanung, am Dach verändert | 09289637 |
|                                         | Wohnhaus in offener Bebauung | Dr.-Doris-Schurig-Straße 8 (Karte)                              | 1900/1905 | Putzbau mit Zierfachwerk im Traufbereich, hölzerner Windfang, baugeschichtlich von Bedeutung, zweigeschossig, Teil der damaligen Gesamtplanung | 09289636 |
|                                         | Wohnhaus | Goethestraße 1 (Karte)                                          | 2. Hälfte 19. Jahrhundert | Obergeschoss verbrettertes Fachwerk, Haustür mit Granitgewände, baugeschichtlich und ortsbildprägend von Bedeutung, Fenster mit Sprossen und in Originalgröße | 09289671 |
|                                         | Wohnhaus in offener Bebauung und Ecklage | Großmannstraße 3 (Karte)                                        | Um 1910 | Vielgliedriger Putzbau mit Mansardwalmdach, Eckbetonung durch kleinen halbrunden Standerker im Reformstil, an der Südseite zweigeschossiger Veranda-Anbau, baugeschichtlich und städtebaulich von Bedeutung | 09304327 |
| Weitere Bilder                          | Bankgebäude in offener Bebauung | Großmannstraße 5 (Karte)                                        | Bezeichnet mit 1922 | Aufwändiger Neobarock-Bau mit Säulen- und Rankenornamenten, klare Gliederung, Mansarddach mit dominantem, segmentbogigen Dachhaus, baugeschichtlich, ortsgeschichtlich und straßenbildprägend von Bedeutung; Zahnschnitt an den Gebälken, Ornamentik und Größe des Baues betonen seine Bedeutung für den Ort; Innen originale Holztür, an der Seite zwei Bleiglasfenster | 09289606 |
| Weitere Bilder                          | Sauerbruch-Villa und Remise mit Einfriedung und Villengarten mit künstlicher „Grotte“ | Großmannstraße 8 (Karte)                                        | Bezeichnet mit 1893 | Prachtvoller Neorenaissancebau mit Seitengiebeln und Eckturm, baugeschichtlich, gartenkünstlerisch und ortsgeschichtlich von Bedeutung; Einfriedung teils Schmiedeeisen, teils Granit; Remise, Terrasse und Wintergarten an der Nordostseite. Der im landschaftlichen Stil angelegte Villengarten weist einen alten, wertvollen Gehölzbestand auf, der eine große mittige Rasenfläche rahmt. Zahlreiche gezielt geplante Parkbilder ergeben sich von den Wegen und Plateauflächen insbesondere mit dem Blickbezug zur Villa, Grotte, Nachbarvilla und Umgebung (Teich, Friedhof). In der Gesamtkomposition der Gartenelemente hat er gartenkünstlerisch für den gereiften Landschaftsstil des ausgehenden 19. Jahrhunderts hohen Wert. | 09289607 |
| Weitere Bilder                          | Villa und Remise (Parkstraße 4) mit Einfriedung sowie Villengarten mit Grotte | Großmannstraße 10 (Parkstraße 4) (Karte)                        | Bezeichnet mit 1895 | Repräsentativer Putzbau mit Eckturm mit steilem Kegeldach, aufwändige Fassadengestaltung, Tür-, Fenster- und Balkonbereiche mit Sandsteinornamentik, Tudorgotik-Applikationen, baugeschichtlich, gartenkünstlerisch und ortsgeschichtlich von Bedeutung, zweigeschossig. Der im landschaftlichen Stil angelegte Villengarten weist einen alten, wertvollen Gehölzbestand auf. Zahlreiche gezielt geplante Parkbilder ergeben sich von den Wegen und Plateauflächen insbesondere mit dem Blickbezug zur Villa, Grotte, Nachbarvilla und Umgebung (Teich). In der Gesamtkomposition der Gartenelemente hat er gartenkünstlerisch für den gereiften Landschaftsstil des ausgehenden 19. Jahrhunderts hohen Wert. | 09289591 |
|                                         | Wohn- und Geschäftshaus in offener Bebauung | Hohe Straße 1 (Karte)                                           | Um 1925 | Putzbau mit rundem Seitenerker, zwei expressionistischen Dachhäusern und Sprossenfenstern, Erdgeschoss mit großen Schaufenstern, über dem Ladeneingang ein Merkur-Wappen, baugeschichtlich und straßenbildprägend von Bedeutung, dreigeschossig, Originaltypografie, expressionistische Zackenornamentik; Anbau in Renaissanceformen mit Ornament und daran angebautes Wohnhaus mit verbrettertem Fachwerk im Obergeschoss: Abbruch 2012 festgestellt | 09289617 |
|                                         | Postamt | Johann-Sebastian-Bach-Straße 2 (Karte)                          | 1900/1905 | Repräsentativer Klinkerbau mit aufwändiger Sandsteinornamentik, Zierfachwerk und Freigespärre in den Giebelbereichen, baugeschichtlich, ortsgeschichtlich und straßenbildprägend von Bedeutung, zweigeschossig, durch seine Ornamentik im Ortsbild herausgehobener Bau, gestiftet vom Fabrikanten Großmann | 09289605 |
|                                         | Wohnhaus | Johann-Sebastian-Bach-Straße 5 (Karte)                          | Ende 19. Jahrhundert | Obergeschoss verbrettertes Fachwerk, mit Drempel, baugeschichtlich von Bedeutung, Fenster in Originalgröße | 09289608 |
| Weitere Bilder                          | Fabrikantenvilla | Johann-Sebastian-Bach-Straße 17 (auf dem Fabrikgelände) (Karte) | Bezeichnet mit 1882 | Repräsentativer Bau im Stil der Neorenaissance mit aufwändigem Dekor, Mittelrisalit der Fassade mit Glockenturm, baugeschichtlich und ortsgeschichtlich von Bedeutung, Hermenpilaster, Dachgeländer, zwei Blitzableiter | 09289610 |
|                                         | Mietvilla und Garten | Johann-Sebastian-Bach-Straße 19 (Karte)                         | 1920er Jahre | Repräsentativer Putzbau mit Fassadengestaltung im Stil des Art déco, baugeschichtlich und straßenbildprägend von Bedeutung; zweigeschossiger asymmetrischer Putzbau mit weitgehend authentischer Kubatur und Proportionen, Gestaltungsmerkmale des Art decó, vor allem bezüglich Rahmung und oberer dreieckig ausgebildeter Abschluss der Fensterüberdachungen im Obergeschoss, zum Teil heruntergezogenes Mansarddach mit Wohnausbauten, seitlicher polygonaler Anbau mit spitzer Turmhaube, seitlicher Eingangsvorbau mit vorgelegter Treppe, weitere Freitreppe, die sich zu einer Art Balkon vor Erdgeschoss-Bereich ausweitet (vermutlich Ersatzbau aus späterer Zeit), Sockel mit liegenden Kellerfenstern und Treppe; Fenster mit verschiedenen Formaten, zum großen Teil als neuere Fenster ausgeführt unter Beibehaltung der originalen Abmessungen, störend für das Erscheinungsbild sind fehlende Sprossungen und liegende Dachfenster sowie der seitliche Vorbau über Erdgeschoss und Obergeschoss („klotzartig“ mit liegenden Fensterformaten, diese asymmetrisch unterteilt), insgesamt aber schon von Seltenheitswert; Objekt wurde falsch erfasst unter Stiftstraße 19, geändert am 21. Juni 2006. | 09300145 |
|                                         | Villa, Villengarten und Einfriedung | Johann-Sebastian-Bach-Straße 28 (Karte)                         | Bezeichnet mit 1892 | Repräsentativer Klinkerbau mit aufwändiger Fassadengestaltung im Stil der Neorenaissance, baugeschichtlich, gartenkünstlerisch und städtebaulich von Bedeutung, zweigeschossig Der im landschaftlichen Stil mit der Errichtung der Villa 1892 angelegte Villengarten weist einen alten, wertvollen Gehölzbestand auf, der auf Grund der Lage des Grundstücks (Eckgrundstück) mit der weitestgehend erhaltenen Einfriedung eine besondere städtebauliche Wirkung hat. | 09289656 |
|                                         | Villa mit Garten und Einfriedung | Johann-Sebastian-Bach-Straße 33 (Karte)                         | 1912 | Zeittypischer Putzbau mit Mansarddach mit großem geschweiften Dachhaus an der Eingangsseite, Sandsteinerker, baugeschichtlich, gartenkünstlerisch und straßenbildprägend von Bedeutung, zweigeschossig | 09289635 |
|                                         | Mietvilla mit zwei Torpfeilern | Johann-Sebastian-Bach-Straße 35 (Karte)                         | Um 1905 | Putzbau mit übergiebeltem Mittelrisalit, Jugendstilornamentik im Bereich der Fenster, Fachwerkkehle am Gebälk, baugeschichtlich von Bedeutung, zweigeschossig, Holzwindfang, gut erhaltene Jugendstilornamentik | 09289623 |
| Weitere Bilder                          | Fabrikantenvilla | Johann-Sebastian-Bach-Straße 36 (Karte)                         | Um 1910 | Als Fabrikantenvilla der ehemaligen Tischfabrik errichtet, vielgestaltige Reformarchitektur mit reicher Dachlandschaft, baugeschichtlich und ortsgeschichtlich von Bedeutung; vielgliedrige Dachlandschaft und Fassade, Laubengang, Fachwerk, Thermenfenster, Dachreiter mit Wetterfahne, Putzgliederung, Dreiecksgiebel mit Oculus; Die vielfache Materialverwendung (Holz, Naturstein, Putz usw.) spiegelt die zeitgenössische Materialdiskussion wider. | 09289611 |
|                                         | Doppelwohnhaus in offener Bebauung, mit Einfriedung | Johann-Sebastian-Bach-Straße 37, 39 (Karte)                     | 1904/1906 | Putzbau mit übergiebeltem Risalit und Zierfachwerk im Giebelbereich, Jugendstileinfluss, baugeschichtlich von Bedeutung, zweigeschossig; zwei Veranden, eine davon einen Fachwerk-Laubengang zitierend, vielgestaltige Dachlandschaft | 09289622 |
| Weitere Bilder                          | Wohnstallhaus und Granitpfosten der Einfriedung | Lange Straße 42 (Karte)                                         | Anfang 19. Jahrhundert | Obergeschoss verbrettertes Fachwerk, Giebel verbrettert, im Erdgeschoss Tür- und Fenstergewände aus Sandstein, ursprüngliches Erscheinungsbild, baugeschichtlich von Bedeutung, Fenstergrößen original, bis 2012 irrtümlich unter Nr. 44 in der Denkmalliste | 09289568 |
| Weitere Bilder                          | Evangelische Stadtkirche und Kirchhof Großröhrsdorf (Sachgesamtheit) | Lichtenberger Straße (Karte)                                    | 18./19. Jahrhundert; 1855 (Friedenseiche)                                                                                                | Sachgesamtheit Evangelische Stadtkirche und Kirchhof Großröhrsdorf mit folgenden Einzeldenkmalen: Kirche, sechs Grabmale, 14 Grabanlagen, Grufthaus, sämtliche schmiedeeiserne Gittereinfriedungen auf dem Kirchhof, Ehrenfriedhof für die Gefallenen des Ersten Weltkrieges, Denkmal für die Opfer des Zweiten Weltkrieges, Gedenkbaum und Einfriedungsmauer des Kirchhofs mit drei Eingangstoren und Treppenanlage (siehe Einzeldenkmalliste – Obj. 09289668, gleiche Anschrift) sowie gärtnerische Gestaltung der Mahn- und Gedenkstätte und des Kirchhofs (Gartendenkmal); baugeschichtlich, ortsgeschichtlich sowie landschaftsgestaltend und städtebaulich von Bedeutung. Den ältesten Teil der Friedhofsanlage bildet der Kirchhof (Vorgängerkirche um 1300 erbaut, abgebrochen) im Süden der barocken Kirche (1736 erbaut). Der regelmäßig angelegte Friedhof im Norden der Kirche, wahrscheinlich mit dem Bau der barocken Kirche angelegt, wurde 1865 im Osten und Norden durch einen Streifen erweitert. Es ist eine traditionelle Friedhofsanlage mit Alleenkreuz und 4 Hauptquartieren sowie an der Einfriedungsmauer liegenden Grüften mit Einfriedungsgittern. Der Ehrenfriedhof (1919/1920) und die Grabstätte Großmann (1907) sind zwei wesentliche Bestandteile des Friedhofs mit gartenkünstlerischem und bildhauerischem Wert. Sichtbezüge zwischen Friedhof, Stadt und Landschaft ergeben sich durch die erhöhte Lage, die die Friedhofsanlage landschaftsgestaltend und städtebaulich herausstellt. Planmäßige Anlage mit zwei sich kreuzende Lindenalleen einschließlich mittigem Rondell, Grabstellen teilweise mit regelmäßigen Heckenanpflanzungen, in die Anlage des Ehrenfriedhofs für die Gefallenen des Ersten Weltkriegs integriert drei (von ursprünglich vier) Blutbuchen, des Weiteren zwei Eichen am Friedhofstor – eine davon die Großröhrsdorfer Friedenseiche – und weitere Gehölzanpflanzungen auf dem Kirchhof und dem Friedhof. Das Erscheinungsbild des Friedhofes nachhaltig geprägt durch insgesamt 54 Grabstellen mit schmiedeeiserner Gittereinfriedungen. | 09289675 |
| Weitere Bilder                          | Kirche (Einzeldenkmal zu ID-Nr. 09289675) | Lichtenberger Straße (Karte)                                    | 1731–1736 (Kirche); 1745 (Altar); 1736 (Kanzel); 1904 (Orgel)                                                                            | Einzeldenkmal der Sachgesamtheit Evangelische Stadtkirche und Kirchhof Großröhrsdorf; Saalkirche mit Westturm, doppelte Empore und 3/8-Chor mit zwei Logen links, Altar, Kanzel mit Schalldeckel, Orgel, baugeschichtlich und ortsgeschichtlich von Bedeutung. Kirchenausstattung: Bildnis Luthers (1614), Bildnis Melanchtons (1614), Bildnis des Pastors M. J. P. Löffler, gestorben 1752, Bildnis Herklotz, gestorben 1802, Epitaph der Christiane Sophie Nicolai, gestorben 1756, Grabmal Samuel Steinhauer, gestorben 1666, Schöne Madonna, links vor dem Chor, Orgel von Schuster in Zittau. Bei einem Feuer in den frühen Morgenstunden des 4. August 2023 brannte die Kirche vollständig aus. | 09289668 |
| Weitere Bilder                          | Sechs Grabmale auf den Kirchhof (Einzeldenkmal zu ID-Nr. 09289675) | Lichtenberger Straße (Karte)                                    | 2. Hälfte 19. Jahrhundert bis 1. Hälfte 20. Jahrhundert                                                                                  | Einzeldenkmal der Sachgesamtheit Evangelische Stadtkirche und Kirchhof Großröhrsdorf - Grabmal Familie Meißner, dreiteiliger architektonischer Aufbau mit erhöhtem Mittelteil, Sandstein, einschließlich schmiedeeiserner Einfriedung, um 1880 - Grabmal Alwin Julius Sohre (1842–1898), Grabstele mit Kreuzbekrönung und niedrigen Seitenwangen mit aufgesetzten Vasen, roter Granit, nach 1898 - Grabmal Ludwig Bauer (1841–1903), grob behauene Grabstele mit gerundetem Abschluss und niedrigen Seitenwangen, Schriftfeld und Dekorformen poliert, roter Granit, nach 1903 - Grabmal Ernst Reinicke (1868–1920), Oberstabsarzt, architektonischer Aufbau mit zwei schlichten Schrifttafeln, die ein zentrales mit Rautenmotiven und Schlange verziertes Relieffeld rahmen, nach 1920 - Grabmal Georg Adam Eltz (1849–1918), Apothekenbesitzer, gestaffelter Wandaufbau mit zwei vorgesetzten halbrunden Pflanzschalen in der Form stilisierter Kapitelle, Relief mit zwei Schlangen, Muschelkalk, nach 1918 - Grabmal Familie Unger, Erstbelegung Heinrich Adolf Unger (1852–1933), Wandgrab mit architektonischem Aufbau, im Mittelteil eingestellte Säulen und Kreuz, die Seitenteile mit Blütenkränzen, nach 1933 | 09289668 |
| Weitere Bilder                          | 14 Grabanlagen auf dem Friedhof (Einzeldenkmal zu ID-Nr. 09289675) | Lichtenberger Straße (Karte)                                    | 2. Hälfte 19. Jahrhundert bis 1. Hälfte 20. Jahrhundert                                                                                  | Einzeldenkmale der Sachgesamtheit Evangelische Stadtkirche und Kirchhof Großröhrsdorf. - Grabstätte Eduard Haufe - Grabstätte Carl Reinhold Boden - Grabstätte Carl Gottlob Boden - Grabstätte Hermann Schöne - Grabstätte Johann Gottfried Schöne - Grabstätte C. G. Grossmann - Grabstätte J. G. Schurig - Grabstätte Familie C. L. Werner - Grabstätte Robert Boden - Grabstätte Joh. Gottfried Schöne/Seckendorf - Grabstätte Robert Schöne - Grabstätte Max Haufe | 09289668 |
| Weitere Bilder                          | Grabanlage Familie Großmann (Einzeldenkmal zu ID-Nr. 09289675) | Lichtenberger Straße (Karte)                                    | 2. Hälfte 19. Jahrhundert bis 1. Hälfte 20. Jahrhundert                                                                                  | Einzeldenkmale der Sachgesamtheit Evangelische Stadtkirche und Kirchhof Großröhrsdorf. Grabanlage der Familie Großmann, errichtet 1907: Otto Richard Großmann (1859–1903) und Max Florenz Großmann (1864–1913) – Söhne von Carl Gottlob Großmann (1797–1870). Grabanlage über rechteckigem Grundriss, begehbarer umfriedeter Hof mit Gehölzbestand, die Stirnseiten durch geschlossene Wandflächen begrenzt, die Längsseiten zum Teil durch vergitterte Felder geöffnet, Haupteingangstor in Form eines stilisierten ägyptischen Pylons mit zwei flankierenden Jünglingen, Nebeneingang kleiner und schlichter, beide mit zweiflügeligen schmiedeeisernen Türen, auf der Südseite Wandrelief mit Engel, Mann, weinender Frau und weinendem Kind, die sich um ein zentrales Postament mit der Inschrift „Die Liebe höret nimmer auf“ gruppieren, gegenüber im Norden der Anlage über zwei Stufen eine Bank vor einer niedrigeren Wand mit der Inschrift „Des Herren Wille geschehe“, mehrere in den Boden eingelassene Grabplatten, an der Südwand vier Bronzereliefs mit figürlichen Darstellungen, bedeutende symbolistische Gesamtanlage mit Jugendstileinfluss, gemauerte Ziegelarchitektur mit vorgeblendetem Muschelkalk, um 1903. | 09289668 |
|                                         | Grufthaus (Einzeldenkmal zu ID-Nr. 09289675) | Lichtenberger Straße (Karte)                                    | Bezeichnet mit 1842 | Einzeldenkmal der Sachgesamtheit Evangelische Stadtkirche und Kirchhof Großröhrsdorf - Grufthaus Brückner. | 09289668 |
| Weitere Bilder                          | Sämtliche schmiedeeiserne Gittereinfriedungen auf dem Kirchhof (Einzeldenkmal zu ID-Nr. 09289675) | Lichtenberger Straße (Karte)                                    | 2. Hälfte 19. Jahrhundert | Einzeldenkmale der Sachgesamtheit Evangelische Stadtkirche und Kirchhof Großröhrsdorf. | 09289668 |
| Weitere Bilder                          | Ehrenfriedhof für die Gefallenen des Ersten Weltkrieges (Einzeldenkmal zu ID-Nr. 09289675) | Lichtenberger Straße (Karte)                                    | 1920 | Einzeldenkmal der Sachgesamtheit Evangelische Stadtkirche und Kirchhof Großröhrsdorf. 236 Stelen für Gefallene und Vermisste des Ersten Weltkrieges, diese in verschiedene Abteilungen gegliedert und entsprechend dem Dienstgrad mit unterschiedlicher Gestaltung (schlichte Stelen mit Rundbogenabschluss, einfache Steinkreuze, aufwändigere Grabkreuze mit variierendem Dekor), in die Anlage integriert drei (ursprünglich vier) Blutbuchen, zwei Eichen und weitere Gehölzanpflanzungen, im Mittelpunkt der Anlage über einem dreistufigen Unterbau in der Art einer Pietà eine Krankenpflegerin und ein sterbender Soldat in stilisierter römischer Kleidung, davor Stahlhelm, die vollplastische Gruppe wird hinterfangen durch eine hoch aufragende Quadermauer in dreieckiger Form mit Kreuz und Inschrift, die Signatur „JEB“ weist auf den Dresdner Bildhauer Johannes Ernst Born aus Dresden, das Ehrenmal wurde 1920 geweiht. | 09289668 |
| Weitere Bilder                          | Denkmal für die Opfer des Zweiten Weltkrieges (Einzeldenkmal zu ID-Nr. 09289675) | Lichtenberger Straße (Karte)                                    | Nach 1945 | Einzeldenkmal der Sachgesamtheit Evangelische Stadtkirche und Kirchhof Großröhrsdorf. In Form eines Kreuzes mit der Inschrift „Unseren Toten des zweiten Weltkriegs 1939–1945 Christus spricht: ich lebe und ihr sollt auch leben“, Sandstein. | 09289668 |
|                                         | Einfriedungsmauer des Kirchhofs mit drei Eingangstoren und Treppenanlage (Einzeldenkmal zu ID-Nr. 09289675) | Lichtenberger Straße (Karte)                                    | 19. Jahrhundert | Einzeldenkmal der Sachgesamtheit Evangelische Stadtkirche und Kirchhof Großröhrsdorf. Umlaufende verputzte Einfriedungsmauer mit drei Eingangstoren, auf der Südseite mit Treppenanlage. | 09289668 |
| Weitere Bilder                          | Wohnhaus in offener Bebauung | Lichtenberger Straße 8 (Karte)                                  | Bezeichnet mit 1927 | Putzbau mit Mansarddach, welches vielgestaltig unterbrochen ist, aufwändige Ornamentik (Wein-Ikonographie) am Erker, Eingang und Dachhäuschen, baugeschichtlich von Bedeutung. | 09289575 |
| Weitere Bilder                          | Gasthaus „Feldschlößchen“ (ohne hinteren Anbau) | Lichtenberger Straße 31 (Karte)                                 | Um 1910 | Vielgliedriger Putzbau mit Krüppelwalmdach, an der Seite Turm mit Kegeldach, aufwändige Sandsteineinfassungen der Fenster, Akanthusornamentik im Haustürgewände (Schlussstein „PR“), am Haus mehrfach Wein-Ikonographie, baugeschichtlich und ortsgeschichtlich von Bedeutung. | 09289574 |
| Weitere Bilder                          | Äußerer Friedhof Großröhrsdorf (Sachgesamtheit) | Lichtenberger Straße 45 (Karte)                                 | Um 1900 | Sachgesamtheit Äußerer Friedhof Großröhrsdorf mit folgenden Einzeldenkmalen: Friedhofskapelle, vier Grabanlagen und umgebende Einfriedungsmauer (siehe Einzeldenkmalliste Obj. 09289573), östliche Lindenallee als Zugang zum Friedhof (Gartendenkmal) sowie Nebengebäude und sämtliche schmiedeeiserne Einfriedungen als Sachgesamtheitsteile; Kapelle mit kreuzbekröntem Dreiecksgiebel, darin Oculus und neoromanisches Drillingsfenster mit Würfelkapitell-Säulen, größer wiederholt als Eingangsarkatur, Dachreiter, baugeschichtlich, ortsgeschichtlich und gartenkünstlerisch von Bedeutung. Nebengebäude: kleiner Putzbau über quadratischem Grundriss mit Walmdach, als Brunnen- und Gerätehaus genutzt. Der „Äußere Friedhof Großröhrsdorf“ ist auf einer rechteckigen Grundfläche um 1900 angelegt worden. Der Zufahrtsweg mit Lindenallee führt von Ost nach West geradlinig auf das Friedhofstor zu. Vom Tor wird die Wegeachse mit einer geschnittenen Lindenallee bis zu einem hufeisenförmigen, von geschnittenen Linden umfassten Platz, auf dem die Kapelle steht, fortgesetzt. Vom Kapellenplatz ausgehend, erstreckt sich eine weitere Wegeachse mit Lindenallee, die den südlichen und nördlichen Friedhofsbereich erschließt. Der relativ spät angelegte äußere Friedhof weist einerseits in seiner Grundstruktur wesentliche Merkmale der überkommenen klassischen Friedhofsgliederung auf. Andererseits sind der hufeisenförmige Kapellenplatz und insbesondere die Silberpappeln, Schwarzkiefern, Weymouthskiefer Blaufichte und Trauerbuche für die Reformzeit um 1900 typische Gestaltungselemente. Seinen besonderen Reiz und gartenkünstlerischen Wert hat der Friedhof im Zusammenspiel der traditionellen klaren Friedhofsgrundstruktur und dieser um 1900 modernen Elemente. | 09304368 |
|                                         | Friedhofskapelle (Einzeldenkmal zu ID-Nr. 09304368) | Lichtenberger Straße 45 (Karte)                                 | 1904 | Einzeldenkmal der Sachgesamtheit Äußerer Friedhof Großröhrsdorf; Kapelle mit kreuzbekröntem Dreiecksgiebel, darin Oculus und neoromanisches Drillingsfenster mit Würfelkapitell-Säulen, größer wiederholt als Eingangsarkatur, Dachreiter, baugeschichtlich und ortsgeschichtlich von Bedeutung. Fassadentext: „Selig sind die Toten, die in dem Herrn sterben“. | 09289573 |
|                                         | Vier Grabanlagen (Einzeldenkmal zu ID-Nr. 09304368) | Lichtenberger Straße 45 (Karte)                                 | 1907–1929 | Einzeldenkmale der Sachgesamtheit Äußerer Friedhof Großröhrsdorf. - Wandgrabmal der Familie Bernhard Ewald Senf (1861–1929), mit Einfriedung, dreizoniger Wandaufbau, Mittelteil von zwei Pilastern gerahmt, diese tragen Gebälk, in der Mitte Christusfigur - Wandgrabmal Familie Christian Gottlieb Hille (1842–1920), mit Einfriedung, dreizoniger Wandaufbau mit betontem Mittelteil, dieser in Art eines Tempeleingangs, gerahmt von zwei dorischen Säulen, im Mittelfeld Relief einer weiblichen Figur flankiert von zwei knienden Kindern - Wandgrabmal Familie Ferd. Th. Rudolph Bauer, Maschinenfabrikant (1842–1920), mit Einfriedung, dreizoniger Wandaufbau mit betonter Mitte, sparsame Jugendstilornamentik, um 1907 - Wandgrabmal Familie Richard Rösen (1872–1917), mit Einfriedung, dreizoniger Wandaufbau mit betonter Mitte, feine Putzgliederung | 09289573 |
|                                         | Umgebende Einfriedungsmauer (Einzeldenkmal zu ID-Nr. 09304368) | Lichtenberger Straße 45 (Karte)                                 | 1904 | Einzeldenkmal der Sachgesamtheit Äußerer Friedhof Großröhrsdorf | 09289573 |
|                                         | Doppelwohnhaus (ohne Anbau im rechten Winkel) | Ludwig-Jahn-Straße 4, 6 (Karte)                                 | 2. Hälfte 19. Jahrhundert; Kern womöglich älter                                                                                          | Obergeschoss Fachwerk, Nr. 6 verschiefert (Giebel ornamental), Nr. 4 verbrettert, baugeschichtlich von Bedeutung. | 09289604 |
| Weitere Bilder                          | Villa mit Garten und Einfriedung | Lutherstraße 15 (Karte)                                         | Bezeichnet mit 1905 | Repräsentativer Putzbau im Reformstil der Zeit um 1905, vielfältig gegliedert, mit Ecktürmchen und mehreren Schweifgiebeln, baugeschichtlich und straßenbildprägend von Bedeutung. | 09289594 |
| Weitere Bilder                          | Villa mit Garten und Einfriedung | Lutherstraße 17 (Karte)                                         | 1907/1910 | Repräsentativer Putzbau im Reformstil der Zeit um 1910, aufwändig verziertes Dachhaus, Mansarddach, baugeschichtlich und straßenbildprägend von Bedeutung. | 09289600 |
| Weitere Bilder                          | Villa | Lutherstraße 19 (Karte)                                         | Zwischen 1895 und 1900 | Späthistoristischer Klinkerbau mit Eckturm mit steilem Pyramidenhelm, Holzwindfang, baugeschichtlich und straßenbildprägend von Bedeutung. | 09289602 |
| Weitere Bilder                          | Eckturm einer ehemaligen Villa | Lutherstraße 22 (Karte)                                         | Um 1900 | Dreigeschossig, Obergeschoss Sichtfachwerk, Eckrustizierung, Gurtgesimse, Giebel mit Spitzbogenfenstern, steiles Pyramidendach mit Blitzableiter, baugeschichtlich und straßenbildprägend von Bedeutung. | 09289603 |
|                                         | Wohnhaus in offener Bebauung | Maschinenstraße 14 (Karte)                                      | Laut Auskunft 1909 | Zeittypischer Putzbau mit Reformstilelementen, baugeschichtlich von Bedeutung, zweigeschossig, zum Teil Buntglasfenster, Haustür original, mit zusätzlichem Giebelgeschoss, Schmuckformen u. a. im Giebel, mit Windfang | 09289626 |
|                                         | Fabrikantenvilla mit Einfriedung | Maschinenstraße 15 (Karte)                                      | Um 1890 | Repräsentativer Putzbau mit Mittelrisalit und Stilelementen der Neorenaissance, baugeschichtlich von Bedeutung, mit Fensterrahmendekor, Holzelemente | 09289625 |
| Weitere Bilder                          | Schulgebäude (Gymnasium) und in Bruchteilen erhaltenes Kriegerdenkmal „Zu Ehren Gefallener in den Kriegen 1866 und 1871“ | Melanchthonstraße 21 (Karte)                                    | 1912 (Schule); 1872 (Kriegerdenkmal Deutsch-Französischer Krieg)                                                                         | Dreigeschossiger Putzbau mit klarer Gliederung, zwei Eckrisalite mit Schweifgiebeln, Satteldach mit Dachreiter, Thermenfenster im Erdgeschoss, Jugendstilportal, baugeschichtlich, ortsgeschichtlich und straßenbildprägend von Bedeutung. Stilistischer Einfluss des Rathauses möglich. Denkmal zurzeit eingelagert im Bauhof Großröhrsdorf, stand bis 1939 an Radeberger Straße, wurde dann in Grünanlagen der Melanchthonschule versetzt, 1978 verschwunden, 2009 beim Neubau des Gymnasiums in Bruchteilen wiederentdeckt. Einzelteile: Postament mit Inschrift an drei Seiten, eine Seite mit vertiefter Mitte, hier ursprünglich vermutlich Platte, diese verloren. Kannelierte Säule, Säulenbasis, Sockelstein und einzelne Bruchstücke, Kunststein, teilweise mit polierter Oberfläche. | 09289598 |
| Weitere Bilder                          | Heimatmuseum; Wohnhaus (Umgebinde) | Mühlstraße 5 (Karte)                                            | Bezeichnet mit 1798 | Obergeschoss verbrettertes Fachwerk, heute Heimatmuseum, Beispiel für die ehemalige dörfliche Architektur, baugeschichtlich und ortsgeschichtlich von Bedeutung, Feldsteinsockel | 09289618 |
|                                         | Wohnstallhaus | Nordstraße 5a (Karte)                                           | Bezeichnet mit 1797 | Obergeschoss verbrettertes Fachwerk, Drempel, Sandsteintürgewände, weitgehend original erhalten, baugeschichtlich von Bedeutung, Fenster mit Sprossen und in alter Größe | 09289649 |
|                                         | Wohnhaus | Nordstraße 27 (Karte)                                           | 2. Hälfte 19. Jahrhundert | Obergeschoss verbrettertes Fachwerk, typisches Beispiel für die ältere Bebauung des Ortes, baugeschichtlich von Bedeutung, Fenster original | 09289652 |
|                                         | Villa und Remise (Parkstraße 4) mit Einfriedung sowie Villengarten mit Grotte | Parkstraße 4 (Großmannstraße 10) (Karte)                        | Bezeichnet mit 1895 | Repräsentativer Putzbau mit Eckturm mit steilem Kegeldach, aufwändige Fassadengestaltung, Tür-, Fenster- und Balkonbereiche mit Sandsteinornamentik, Tudorgotik-Applikationen, baugeschichtlich, gartenkünstlerisch und ortsgeschichtlich von Bedeutung, zweigeschossig. Der im landschaftlichen Stil angelegte Villengarten weist einen alten, wertvollen Gehölzbestand auf. Zahlreiche gezielt geplante Parkbilder ergeben sich von den Wegen und Plateauflächen insbesondere mit dem Blickbezug zur Villa, Grotte, Nachbarvilla und Umgebung (Teich). In der Gesamtkomposition der Gartenelemente hat er gartenkünstlerisch für den gereiften Landschaftsstil des ausgehenden 19. Jahrhunderts hohen Wert. | 09289591 |
|                                         | Wohnhaus mit kleinem Fabrikanbau | Philippstraße 8 (Karte)                                         | Um 1900 | Wohnhaus reich gegliederter Putzbau mit flachem übergiebeltem Mittelrisalit, Eckrustizierung, Backstein-Fensterbekrönungen, Windfang mit Pilastern und originaler Tür, Fabrikanbau in der gleichen Weise gestaltet, baugeschichtlich von Bedeutung, Originalfenster (dreigeteilt) | 09289572 |
|                                         | Villa mit Villengarten | Praßerstraße 2 (Karte)                                          | Um 1910 | Putzbau im Reformstil der Zeit um 1910, baugeschichtlich, gartenhistorisch und städtebaulich von Bedeutung, zweigeschossig, mit vielfältiger Dachlandschaft, ornamentreiche Fenstereinfassungen, Putzgliederung, rustikaler Sockel, Fensterläden, vom Werkbund beeinflusst. Beschreibung und Begründung des Gartendenkmals (Ragnhild Kober-Carrière, 2014): M. & E. Völkel Baugeschäft (Max und Edwin Völkel) besaßen die benachbarten Villen Radeberger Straße 53 und Praßerstraße 2. Der kleine Villengarten Praßerstraße 2 weist eine interessante Bodenmodellierung auf, die im Zusammenhang mit dem Nachbargrundstück steht. An einer kleinen Anhöhe im Norden der Villa steht eine Gehölzgruppe, die von zwei Schwarzkiefern geprägt ist. Eine Buche im Südosten der Villa bildet hierzu das Gegengewicht. Westlich der genannten Anhöhe senkt sich das Gelände zum benachbarten Garten hin ab. An den beiden Ecken des Grundstücks, im Osten und Süden, befinden sich zwei weitere erhöhte Plätze, von denen man aufgrund der einstigen Randlage eine schöne Aussicht hatte. Der Südplatz wird von einer Traueresche überschattet. Ziersträucher gliedern den Garten in kleinere Gartenräume. Die Granitsteinpflasterung der Zufahrt wurde saniert und ergänzt. Der Zugangsweg behielt seine originale Mosaiksteinpflasterung. Reste der Einfriedung – Sockel und Pfeiler aus Beton – sind erhalten. Im Zusammenhang mit dem Garten der Nachbarvilla zeugen Bodenrelief und Gehölzbestand von einer funktionalen und gestalterischen Absicht von gartengeschichtlicher Bedeutung. Der mit der Errichtung der Villa angelegte Villengarten weist einen alten wertvollen Gehölzbestand auf, der auf Grund der Lage des Grundstücks (Eckgrundstück) eine besondere städtebauliche Bedeutung hat. | 09289582 |
|                                         | Wohnhaus in offener Bebauung und Ecklage | Pulsnitzer Straße 1 (Karte)                                     | 1920er Jahre | Putzbau symmetrisiert durch zwei Erker mit Pyramidendächern, dazwischen Dachhaus, Ladenzone im Erdgeschoss, baugeschichtlich und straßenbildprägend von Bedeutung, dreigeschossig, Gurtgesimse, Sprossenfenster, ruhig proportionierte Formen, gelungene Linienführung | 09289615 |
| Weitere Bilder                          | Gasthof „Zur Linde“ | Pulsnitzer Straße 4 (Karte)                                     | Um 1900 | Putzbau mit Zierfachwerk im Trauf- und Giebelbereich, Krüppelwalmdach, Fenstergewände mit Vorhangbogenmotiv, baugeschichtlich und ortsgeschichtlich von Bedeutung, zweigeschossig, Lindenbaum im Relief, Fenster verändert | 09289091 |
|                                         | Brücke über die Röder | Radeberger Straße (zwischen Nr. 73 und 75) (Karte)              | 19. Jahrhundert | Baugeschichtlich und straßenbildprägend von Bedeutung. | 09289653 |
|                                         | Lehngut Großröhrsdorf: Westliches Wohnstallhaus (Nr. 18a), drei Einfriedungspfeiler und Stützmauern der Einfriedung sowie Eiskeller, Kastanien im Hof und westliche terrassierte Fläche des ehemaligen Nutzgartens/Obstbaumwiese (Gartendenkmal) der Hofanlage des ehemaligen Lehngutes | Radeberger Straße 18a (Karte)                                   | 19. Jahrhundert (Wohnstallhaus); 1925 (Toreinfahrt); 15. Jahrhundert (Eiskeller)                                                         | Baugeschichtliche, ortsgeschichtliche und sozialgeschichtliche Bedeutung. - Wohnstallhaus (Nr. 18a): massiver, verputzter zweigeschossiger Baukörper, baulich verbunden mit Einfriedungspfeiler - Hofeinfriedung: ein Pfeiler direkt am Wohnstallhaus, zwei gemauerte Pfeiler freistehend, Einfriedungsmauer des Grundstücks ist gleichzeitig Stützmauer zur Bischofswerdaer und Lichtenberger Straße - Eiskeller mit Gewölben (vermutlich vom Vorgängerbau stammend) unter dem westlich des Wohnstallhauses gelegenen Garten, Zugang von der Straßenseite aus in Einfriedungsmauer | 09303698 |
| Weitere Bilder                          | Bandweberei F. A. Schurig; Fabrikgebäude einer ehemaligen Bandweberei | Radeberger Straße 28 (Karte)                                    | Nach 1914 | Nur der an der Hauptstraße liegende Teil, Inhaber Fa. Schurig, recht frühes Beispiel für die Skelettbauweise, baugeschichtlich, ortsgeschichtlich und straßenbildprägend von Bedeutung, ehemaliger Inhaber Fa. Schurig | 09289676 |
| Weitere Bilder                          | Band- und Gurtweberei E. G. Liebig; Verwaltungsgebäude mit Einfriedung und dahinter liegendes Fabrikgebäude | Radeberger Straße 32 (Karte)                                    | 1866, später überformt (Verwaltungsgebäude); 1893 (Fabrikbauten); 1903 (Fabrikbauten)                                                    | Verwaltungsgebäude stattlicher Putzbau mit flachem Mittelrisalit, Attika mit zwei Figuren, flaches Walmdach, baugeschichtlich und sozialgeschichtlich von Bedeutung, Appreturgebäude mit Abbruchgenehmigung vom 13. Februar 2007 | 09289737 |
|                                         | Doppelmietshaus in offener Bebauung | Radeberger Straße 34, 36 (Karte)                                | 1900/1905 | Putzbau mit flachem Mittelrisalit, der von zwei Schweifgiebeln bekrönt ist, dort Tudorbogen, im Erdgeschoss Thermenfenster, baugeschichtlich von Bedeutung, zweigeschossig, zwei Holz-Windfänge | 09289660 |
|                                         | Westliches Wohnstallhaus eines Bauernhofes | Radeberger Straße 39 (Karte)                                    | Bezeichnet mit 1793 | Obergeschoss verbrettertes Fachwerk, Feldsteinsockel, Sandsteintürgewände, Haustür mit Segmentbogenabschluss, original erhalten und gutes Beispiel für die frühe Bebauung des Ortes, baugeschichtlich von Bedeutung | 09289581 |
| Weitere Bilder                          | Bandweberei F. A. Schurig; Verwaltungsgebäude einer ehemaligen Bandweberei | Radeberger Straße 43 (Karte)                                    | 1890er Jahre; Tür womöglich neuer, 1900–1905                                                                                             | Repräsentativer Putzbau mit Ecktürmchen, baugeschichtlich und ortsgeschichtlich von Bedeutung, zweigeschossig, Jugendstilhaustür, ehemaliger Inhaber Firma Schurig | 09289661 |
| Weitere Bilder                          | Villa, Villengarten mit Sitzplatz sowie Toreinfahrt | Radeberger Straße 53 (Karte)                                    | Um 1910 | Putzbau im Reformstil der Zeit um 1910, baugeschichtlich, gartengeschichtlich und ortsentwicklungsgeschichtlich von Bedeutung, zweigeschossig, vielfältige Dachlandschaft mit Dachreiter, differenzierte Materialauswahl, korrespondiert mit Prasserstraße 2, vom Werkbund beeinflusst. Teile des Gartendenkmals: Zufahrt, Vorgarten und Neugierde, Villengarten mit Sitzplatz, Nutzgarten. Beschreibung und Begründung des Gartendenkmals (Ragnhild Kober-Carrière, 2014): M. & E. Völkel Baugeschäft (Max und Edwin Völkel) besaßen die benachbarten Villen Radeberger Straße 53 und Praßerstraße 2. Der mit der Entstehung der Villa angelegte Garten weist in seiner Grundaufteilung mit Zufahrt, Vorgarten und kleinem Villengarten sowie Nutzgarten wesentliche Merkmale eines städtischen Haus- und Villengartens auf. Das alte Wegesystem ist im Boden zu vermuten. Besonders herauszustellen ist der Umgang mit Erdmassen, die geschickt zur Bodenmodellierung für zwei Sitzplätze (Sitzplatz im hinteren Bereich des Gartens und Neugierde) verwendet wurden. Die künstlerische Verwendung von Bruchsteinen zur Einfassung des hinteren Sitzplatzes (als „Grotte“ bezeichnet) ist besonders herauszustellen. Wesentlich wird das Grundstück von dem weitestgehend erhaltenen Gehölzbestand (Rhododendron, Flieder, Rotdorn, Blaufichten, Eibe, Blutbuche, Eiche, Esche, Birke) geprägt. Die Einfriedung ist mit Zaunsockel und -pfeiler, Mauer an der Straßenecke sowie Tor- und Türpfeilern erhalten. Die Zufahrt und der Zugangsweg zum Hauseingang sind mit Granitsteinpflaster befestigt. Der weitestgehend erhaltene kleine städtische Haus- und Villengarten hat gartengeschichtlichen Wert. Auf Grund seiner exponierten Ecklage hat das Grundstück mit den Resten der Einfriedung und seinem Gehölzbestand städtebauliche Bedeutung. | 09289583 |
| Weitere Bilder                          | Zwei Produktionsgebäude, Verwaltungsgebäude und Sozialgebäude der ehemaligen Band- und Gurtweberei J. G. Schöne | Radeberger Straße 56 (Karte)                                    | Um 1920 (Fabrikgebäude); um 1936 (Fabrikgebäude); 1837 (Verwaltungsgebäude); nach 1873 (Sozialgebäude); um 1940 (Technische Ausstattung) | Produktionsgebäude einschließlich originaler Websäle, einer mit kompletter technischer Ausstattung mit historischen Webstühlen, Verwaltungsgebäude mit Sammlung originaler Auftragsbücher, Tagebücher, Lohnbücher, Musterbücher, Fotografien der Firma, Schreib- und Rechenmaschinen und verschiedenster Muster aus der Produktpalette der Firma, Sozialgebäude mit bauzeitlichem Speisesaal inklusive vollständiger historischer Raumfassung und historischer Werksküche, ortsgeschichtlich und produktionsgeschichtlich in hohem Maße bedeutsam (Technisches Denkmal). - Hinteres Gebäude: ehemaliges Produktionsgebäude, dreigeschossiger Massivbau mit Putzgliederung, Satteldach, ausgebautes Dachgeschoss, mit Rundbogenfenstern, ansonsten Industriefenster - Vorderes Haus: dreigeschossiger massiver Putzbau, mit Krüppelwalmdach und langgestrecktem Dachhecht (eventuell Verwaltungsgebäude) | 09289587 |
|                                         | Gurt- und Bandweberei J. G. Schöne (ehemalig); Fabrikantenvilla mit Garten | Radeberger Straße 58 (Karte)                                    | Um 1900 | Klar gegliederter zweigeschossiger Baukörper mit Mittelrisalit und dekorativem Fachwerk, mit Holzwindfang, baugeschichtlich und ortsgeschichtlich von Bedeutung | 09289588 |
| Weitere Bilder                          | Wohnhaus | Radeberger Straße 95 (Karte)                                    | Ende 19. Jahrhundert | Obergeschoss Sichtfachwerk, baugeschichtlich von Bedeutung | 09289589 |
|                                         | Villa mit Einfriedung | Radeberger Straße 111 (Karte)                                   | Wetterfahne bezeichnet mit 1901 | Repräsentativer Putzbau mit Zierfachwerk im Trauf- und Giebelbereich, Eckturm mit Wetterfahne, Fensterfaschen abgefast, vielgliedrige Dachlandschaft, baugeschichtlich von Bedeutung, Wappen unter zwei Fenstern, Traufgesims auf Knagge | 09289527 |
| Weitere Bilder                          | Rathaus mit Vorplatz (bis zur Bischofswerdaer Straße) und Pavillon (gegenüber dem Gebäude Rathausstraße 4) | Rathausplatz 1 (Karte)                                          | 1908/1909 | Repräsentativer späthistoristischer Putzbau mit Reformstilelementen, dreigeschossig mit Erker im Osten, Dachreiter mit Wetterfahne, großer Seitenrisalit mit Schweifgiebel (darin geschossübergreifende Rundbogenfenster – Ratssaal), Erdgeschoss mit Rustika und Thermenfenstern, Sandsteinkartusche, Rankenornamentik, großes Portal, Freitreppe, bukolische Ornamentik, wenige Jugendstiladaptionen, baugeschichtlich, ortsgeschichtlich und platzbildprägend von Bedeutung. Ratskeller (hölzerne Seitentreppe) mit volkstümlicher Ausmalung und Jugendstilleuchten. | 09289592 |
|                                         | Wohnhaus in offener Bebauung | Rathausstraße 5 (Karte)                                         | Um 1910 | Putzbau im Reformstil der Zeit um 1910, vielgliedrige Mansarddachlandschaft, zum Teil mit Farbglasfenstern, baugeschichtlich von Bedeutung, zweigeschossig | 09289595 |
|                                         | Villa | Rathausstraße 6 (Karte)                                         | Um 1910 | Putzbau im Reformstil der Zeit um 1910, vielfältig gegliedertes Mansarddach, schwungvoll integrierte Erker und Balkone, baugeschichtlich und straßenbildprägend von Bedeutung | 09289593 |
| Weitere Bilder                          | Villa mit Villengarten und Einfriedung | Rathausstraße 8 (Karte)                                         | 1905/1910 | Repräsentativer, späthistoristischer Putzbau mit Reformstilelementen, vielfältig gegliederter Bau mit großem Dachhaus, zum Teil mit Thermenfenstern, sowohl Neobarock- als auch Jugendstilornamentik, baugeschichtlich, ortsgeschichtlich, straßenbildprägend und ortsentwicklungsgeschichtlich von Bedeutung. Mit hölzernem Taubenhaus im Garten. Teile des Gartendenkmals: Vorgarten und Villengarten. Beschreibung und Begründung des Gartendenkmals (Ragnhild Kober-Carrière, 2014): Der wahrscheinlich mit der Entstehung der Villa, angelegte Garten ist weitestgehend erhalten, Wegeführungen sind im Boden zu vermuten. Wesentlich wird das Grundstück von dem Gehölzbestand (Esche, Walnuss, Scheinzypresse, Amerikanische Roteiche, Hainbuche, Baumhasel, Lärche, Linde u. a.) geprägt. Die Einfriedung ist mit Zaunsockel und -pfeiler, Mauer an der Straßenecke sowie Tor- und Türpfeilern erhalten. Hervorzuheben ist die straßenbildprägende Gehölzgruppe im Osten der Villa (Rhododendron, Birke, Blaufichte, Schwarzkiefer, Eiche, Magnolie, Eibe). Ein Taubenhaus steht im Südosten der Villa. Der weitestgehend erhaltene, im Südteil verwilderte Villengarten hat auf Grund seiner exponierten Ecklage mit der Einfriedung und seinem auf das Straßenbild wirkenden Gehölzbestand städtebauliche Bedeutung. | 09289596 |
|                                         | Wohnhaus mit Einfriedung | Rathausstraße 15 (Karte)                                        | Um 1925 | Putzbau mit Fassadengestaltung im Stil des Art déco, baugeschichtlich von Bedeutung, zweigeschossig, öffentlicher Bereich im Erdgeschoss (dort große Rundbogenfenster), Mansarddach | 09289597 |
| Direkt Bild zu diesem Denkmal hochladen | Wandbild an der Rödertalschule | Rathausstraße 25 (Karte)                                        | 1960/1965 | Figürliche Darstellung als Sgraffito an Fassade des Schulgebäudes, eigenständige gestalterische Leistung, baugeschichtliche Bedeutung | 09306485 |
| Weitere Bilder                          | Hotel mit Saal, später Kulturhaus | Rödertalplatz 1 (Karte)                                         | Um 1905 | Repräsentativer winkelförmiger Bau mit zwei aufwändig zum Teil jugendstil-ornamentierten Giebeln mit Kolossalordnung zum Rödertalplatz, baugeschichtlich, ortsgeschichtlich und platzbildprägend von Bedeutung, Farbglasfenster, Fassade rechts: Umbauten 1950er Jahre | 09289672 |
|                                         | Wohnhaus in offener Bebauung | Schreberstraße 2 (Karte)                                        | 1903/1905 | Putzbau mit Ecktürmchen, ornamentiert durch Backstein, Holz und Putz, baugeschichtlich von Bedeutung, zweigeschossig | 09289642 |
|                                         | Wohnhaus in offener Bebauung | Schreberstraße 4 (Karte)                                        | 1903/1905 | Putzbau mit Zierklinkern und Freigespärre im Giebel, Holzveranda, baugeschichtlich von Bedeutung, zweigeschossig | 09289641 |
|                                         | Wohnhaus in offener Bebauung | Schreberstraße 6 (Karte)                                        | 1903/1905 | Putzbau mit einfacher Gliederung, Gurtgesims, an den Giebeln Freigespärre, baugeschichtlich von Bedeutung, zweigeschossig | 09289640 |
| Direkt Bild zu diesem Denkmal hochladen | Wohnstallhaus | Schulstraße 1a (Karte)                                          | Mitte 19. Jahrhundert | Obergeschoss verbrettertes Fachwerk, Giebel verbrettert, baugeschichtlich von Bedeutung | 09304331 |
| Weitere Bilder                          | Fabrikgebäude einer ehemaligen Bandweberei und Dampfmaschine | Schulstraße 2 (Karte)                                           | Um 1900 (Fabrikgebäude); 2. Hälfte 19. Jahrhundert (Dampfmaschine)                                                                       | Fabrikgebäude mit aufwändiger Fassade, hohen Sprossenfenstern und Zierbändern aus Klinkern, heute Stadtbibliothek und Technisches Museum der Bandweberei, baugeschichtlich, ortsgeschichtlich und straßenbildprägend von Bedeutung, die Dampfmaschine befindet sich im südlichen Teil des Gebäudes | 09289657 |
|                                         | Südlicher Teil des Verwaltungsgebäudes des Elektrizitätswerkes | Siemensstraße 2 (Karte)                                         | Bezeichnet mit 1899 | Zeittypischer Putzbau mit kräftigem, übergiebeltem Risalit, Bedachung der Fenster durch Zierklinker, baugeschichtlich und ortsgeschichtlich von Bedeutung, zweigeschossig | 09289654 |
|                                         | Fabrikantenvilla mit Einfriedung | Steinstraße 15 (Karte)                                          | Um 1910, womöglich bis 1920 | Putzbau mit Fassadengestaltung zwischen Neobarock und Reformstil, baugeschichtlich von Bedeutung, zweigeschossig, rundbogiges Dachhaus, konvexer, ornamentierter Mittelrisalit, Eckturm mit Helm, Farbglasfenster, im Giebel Kartusche: „R.H.“ | 09289667 |
|                                         | Doppelwohnhaus in offener Bebauung mit Einfriedung | Stiftstraße 2, 4 (Karte)                                        | Nach 1901 | Putzbau mit aufwändig gestalteten Zierfachwerkgiebeln, Holzwindfang, baugeschichtlich von Bedeutung, zweigeschossig, Fenster original erhalten, mehrere originelle Blitzableiter | 09289627 |
|                                         | Doppelwohnhaus in offener Bebauung | Stiftstraße 26, 28 (Karte)                                      | 1905–1910 | Symmetrischer Putzbau mit Eckrisaliten und Schweifgiebeln, Jugendstilornamentik, hölzerner Windfang, baugeschichtlich und straßenbildprägend von Bedeutung | 09289628 |
|                                         | Wohnhaus | Südstraße 36 (Karte)                                            | Bezeichnet mit 1826 | Obergeschoss verbrettertes Fachwerk, Giebel verbrettert, Satteldach, baugeschichtlich von Bedeutung, Segmentbogenportal bezeichnet mit 1826 | 09304333 |
| Weitere Bilder                          | Wohnhaus | Uhlandstraße 1 (Karte)                                          | 1. Hälfte 19. Jahrhundert | Obergeschoss verbrettertes Fachwerk, Giebel verbrettert, Krüppelwalmdach, baugeschichtlich von Bedeutung | 09289650 |
| Weitere Bilder                          | Wohnstallhaus (Umgebinde), Scheune und Ausgedingehaus eines Bauernhofes | Wasserstraße 6 (Karte)                                          | Bezeichnet mit 1799 (Wohnstallhaus); 1. Hälfte 19. Jahrhundert (Auszugshaus)                                                             | Wohnstallhaus mit Obergeschoss in Sichtfachwerk, Erdgeschoss Blendumgebinde auf der Giebelseite; Ausgedinge mit Obergeschoss in verbrettertem Fachwerk, Giebel verbrettert, repräsentative Haustür, Sandsteingewände mit Wappen-Schlussstein, in ihrer Ursprünglichkeit selten gut erhaltene Gesamtanlage, baugeschichtlich und sozialgeschichtlich von Bedeutung, Fenster der beiden Häuser originale Größe | 09289567 |
|                                         | Wohnhaus in offener Bebauung und Einfriedung | Zeppelinstraße 5 (Karte)                                        | Laut Auskunft um 1905 | Putzbau mit Klinkergliederung, vielgliedriger Aufriss, Mansarddachlandschaft, baugeschichtlich von Bedeutung, eineinhalbgeschossig, nebeneinander verschiedener Materialien (Sandstein, Backstein, Putz, Holz), originale Haustür, zwei Blitzableiter, ehemaliges Musterhaus | 09289629 |
|                                         | Doppelwohnhaus in offener Bebauung | Zeppelinstraße 7, 9 (Karte)                                     | 1905/1910 | Putzbau mit Putzornamentik, Vielgliedrigkeit des Aufrisses und der Dachlandschaft, Giebelverschieferung, baugeschichtlich von Bedeutung, dreigeschossig, Sprossenfenster zum Teil erhalten | 09289630 |
|                                         | Doppelwohnhaus in offener Bebauung | Zeppelinstraße 11, 13 (Karte)                                   | 1905/1910 | Putzbau mit Anklängen an den Reformstil der Zeit um 1910, reiche Dachlandschaft, Aufriss bewusst asymmetrisch, baugeschichtlich von Bedeutung, dreigeschossig, Sprossenfenster zum Teil erhalten | 09289631 |
|                                         | Fabrikantenvilla mit Sonnenuhr, Villengarten mit Brunnen, Einfriedung | Zum Kirchberg 1 (Karte)                                         | Um 1910 | Zeittypischer Putzbau mit schmuckreichem Portikus, Eckturm und reicher Dachlandschaft, baugeschichtlich, gartenkünstlerisch und ortsgeschichtlich sowie städtebaulich von Bedeutung, vielfältig eingeschnittenes Dach, Dachhäuschen, Sonnenuhr, Altan, Eckturm, große Terrasse. Der im architektonischen Stil mit der Entstehung der Villa nach 1928 angelegte Garten weist mit seiner erhaltenen, streng geometrischen Struktur, den Terrassenflächen an der Villa und dem erhaltenen Gehölzbestand sowie mit dem Rasenparterre und Zierbrunnen wesentliche Merkmale des modernen Hausgartens der 1920er Jahre auf und hat damit gartenkünstlerischen Wert. Auf Grund seiner Lage an der Röder, zwischen Radeberger Straße und Kirchweg, ist die Stellung der Villa mit Garten exponiert und hat städtebauliche Bedeutung. | 09289665 |
|                                         | Wohnhaus | Zum Kirchberg 4 (Karte)                                         | 2. Hälfte 19. Jahrhundert | Obergeschoss verbrettertes Fachwerk, Erdgeschoss Sandsteingewände, baugeschichtlich von Bedeutung, Fenstergröße original | 09289664 |
|                                         | Brücke über die Röder | Zum Kirchberg 5 (neben) (Karte)                                 | Schlussstein an der Ostseite bezeichnet mit 1825                                                                                         | Bogen mit zinnenartigen Aufsätzen, baugeschichtlich und straßenbildprägend von Bedeutung | 09289579 |
|                                         | Pfarrhaus und winklig angebautes Seitengebäude, nördlicher Toreinfahrtspfeiler und südliche Toreinfahrt mit Pforte sowie Pfarrgarten | Zum Kirchberg 10 (Karte)                                        | Mitte 18. Jahrhundert | Pfarrhaus im Obergeschoss verbrettertes Fachwerk, Walmdach mit 14 Fledermausgaupen, Freitreppe, hölzerner Windfang, Seitengebäude massiv, baugeschichtlich, ortsgeschichtlich und ortsbildprägend von Bedeutung; Fenster weitgehend in Originalgröße, Seitengebäude innen mit Sandsteintreppe als Verbindung zum Pfarrhaus, schöne Sandsteinmittelsäule und außermittiger Pfeiler sowie Tonnengewölbe mit Gurten; an diesen Gebäudeteil sich anschließend ein Garagenanbau mit drei Stützbögen innen (giebelseitig); Granitpfosten des ehemaligen Tores zur Feldseite hin | 09289663 |
|                                         | Wohnhaus | Zum Kirchberg 32 (Karte)                                        | Bezeichnet mit 1844 | Obergeschoss verbrettertes Fachwerk, Krüppelwalmdach mit Fledermausgaupe, Sandstein-Türgewände, baugeschichtlich von Bedeutung, ursprünglich mit Tischlerei, Fenster mit Sprossen und Originalgröße | 09289662 |

## Bretnig
| Bild                                    | Bezeichnung | Lage                                                     | Datierung | Beschreibung | ID       |
| --------------------------------------- | --- | -------------------------------------------------------- | --- | --- | -------- |
| Direkt Bild zu diesem Denkmal hochladen | Gemeindeamt (Nr. 9, ehemaliges Rittergut), östliche Scheune (Nr. 7) sowie Gutspark mit Goethe-Gedenkstein und Einfriedungsmauer einschließlich dreier Tore sowie Solitärbaum am Haupttor | Am Klinkenplatz 7, 9 (Karte)                             | 1947–1950 (Gemeindeamt); 18. Jahrhundert (Gutsscheune); 1949 (Goethe-Gedenkstein)                                                                       | Baugeschichtlich, ortsgeschichtlich und landschaftsgestaltend von Bedeutung. - Gemeindeamt: zweigeschossig, mit gegiebeltem Mittelrisalit, korbbogige Eingangshalle auf Granitpfeilern, im Obergeschoss 4teiliges Fenster (Ratssaal) mit Graniteinfassung, im Giebel eine Uhr - Innen: rechte Seite und Eingangshalle gewölbt, ehemaliger Pferdestall auf Granitpfosten, Treppenhaus zweiläufig, hölzernes Geländer - Ratssaal: vertäfelt bis Schulterhöhe (Kassetten), Bleiglasfenster (bunt) mit den Emblemen der Handwerkszünfte, Fortsetzung des Heimatstils, in Innen- wie in Außengestaltung bemerkenswert, weil in der ersten Wiederaufbauphase (1947–1950) mit hochwertigen Materialien und Herstellungsweisen gearbeitet wurde - Scheune: baulich verändert durch Einfügung großer Fenster - Einfriedung: um den Gutspark als Bruchsteinmauer, Haupttor östlich des Gemeindeamtes mit zwei gemauerten und verputzten Pfeilern mit Sandsteinkämpferplatten und Kugelaufsätzen sowie Pforte mit Rundbogen, zweites Tor aus verputzten Ziegelmauerwerk mit mittigem Zufahrttor und zwei Pforten mit Rundbögen nordwestlich der Scheune sowie ein weiteres Zufahrtstor mit zwei aus Bruchstein gemauerten Pfeilern mit Sandsteinkämpferplatten und Kugelaufsätzen, weitere Pforte im Westen der Anlage - Gutspark: zwischen den Gebäuden offenen Rasenfläche mit rundem Wasserbecken (Klinkerrand und Fontäne) und kleiner Freilichtbühne, wertvoller Altgehölzbestand insbesondere aus Stiel-Eichen (Quercus robur) und Linden (Tilia spec.), Baumreihe aus Stieleichen entlang der nordwestlichen Mauer, Baumreihe aus Rosskastanien (Aesculus hippocastanum) entlang der südwestlichen Mauer, mächtige geschnittene Winter-Linde (Tilia cordata) vor dem Haupttor im Südosten der Anlage - Gedenkstein: schlichter, grob behauener Granitstein zum Gedenken an den 200. Geburtstag Johann Wolfgang von Goethes, Umpflanzung aus Rhododendron | 09289704 |
| Direkt Bild zu diesem Denkmal hochladen | Datumstein in der Stützmauer | Bischofswerdaer Straße (gegenüber Gasthaus Rose) (Karte) | Bezeichnet mit 1857 | Bezeichnet mit „F.W.A. 1857“, kulturgeschichtlich von Bedeutung | 09289071 |
| Weitere Bilder                          | Wohnhaus | Bischofswerdaer Straße 13 (Karte)                        | Ende 19. Jahrhundert | Obergeschoss und ein Giebel Sichtfachwerk, Krüppelwalmdach, weitgehend original erhalten, baugeschichtlich und straßenbildprägend von Bedeutung, Fenster in originaler Größe | 09289708 |
| Weitere Bilder                          | Kontorhaus mit angebautem Fabrikgebäude | Bischofswerdaer Straße 16 (Karte)                        | 1905/1910 | Ohne rückwärtigen, desolaten Anbau und ohne Schornstein, weitgehend authentisches äußeres und inneres Erscheinungsbild mit aufwändiger Gestaltung, baugeschichtlich und ortsgeschichtlich von Bedeutung, dokumentarischer Wert. - Kontorhaus: rechteckiger Grundriss, dreigeschossiger Putzbau mit Mansarddach und Eckerker mit Turm (Welsche Haube), Erdgeschoss große Rundbogenfenster mit Oberlichtern, gesprosst, Obergeschoss zum Teil einzelne oder gepaarte Fenster, ebenfalls mit gesprossten Oberlichtern, abgefaste Fensterleibungen, im Erdgeschoss Fenstergewände mit Putzritzungen, zwischen Erdgeschoss und erstem Obergeschoss profiliertes umlaufendes Gesims, dasselbe über zweitem Erdgeschoss und als Traufgesims, im Dachbereich auch Giebelaufsätze mit Lastarm und als Zierelemente ausgebildete, originale hölzerne, zweiflügelige Eingangstüren erhalten, innen alte Holzfußböden erhalten (Dielung), im Treppenhaus Fliesen mit Muster, erbauungszeitlich, durchgängig alte Türen einschließlich jugendstilig geprägter Gewände - Fabrikgebäude: durchgängige Lochfassade, in allen Geschossen Rundbogenfenster mit betonter oberer Rahmung, farbig gegen Putzfläche abgesetzt und durch jeweils drei Konsolsteine betont, Steingesimse über Erdgeschoss, Obergeschosse als geschossbetonendes Element der Gestaltung, alte Eingangstüren erhalten | 09300038 |
| Weitere Bilder                          | Wohnstallhaus (Umgebinde) | Bischofswerdaer Straße 22 (Karte)                        | 1837 | Obergeschoss Fachwerk verkleidet, Giebel verbrettert, baugeschichtlich von Bedeutung, Fenstergrößen zum Teil verändert | 09289710 |
|                                         | Fabrikantenvilla mit Einfriedung | Bischofswerdaer Straße 33, 35 (Karte)                    | Um 1910 | Vielgliedriger Putzbau mit bewegter Fassade, baugeschichtlich von Bedeutung, bewusst asymmetrischer Aufriss, profilierte Fenstergewände, zum Teil Buntglasfenster, einige Fenster leicht verändert | 09289707 |
| Direkt Bild zu diesem Denkmal hochladen | Steinbogenbrücke über die Große Röder | Bischofswerdaer Straße 37, 39 (zwischen) (Karte)         | 19. Jahrhundert | Baugeschichtlich von Bedeutung | 09289706 |
|                                         | Wohnstallhaus mit Einfriedung | Bischofswerdaer Straße 40 (Karte)                        | 2. Hälfte 19. Jahrhundert | Obergeschoss teils Sichtfachwerk, teils verbrettert, am Giebel Kunstschiefer, baugeschichtlich von Bedeutung, Fenstergrößen unverändert | 09289711 |
|                                         | Wohnhaus | Bischofswerdaer Straße 70 (Karte)                        | 1. Hälfte 19. Jahrhundert | Obergeschoss verbrettertes Fachwerk, Giebel mit Kunstschiefer, baugeschichtlich von Bedeutung, Fenstergrößen original | 09289713 |
|                                         | Fabrikantenvilla mit Garten und Einfriedung samt zwei Torpfosten der ehemaligen Toreinfahrt mit schmiedeeisernen Laternenhalterungen (Nr. 81), Wohnhaus (Nr. 77), weiteres südwestliches Wohnhaus, südwestliche Fabrikhalle, weitere südöstliche Fabrikhalle mit Kontor-Anbau (ohne nördlichen Fabrikanbau und Schornstein), Türstock im südwestlichen Anbau an Wohnhaus Nr. 77 sowie Bogenbrücke und Schöpfstelle (bei Nr. 77) | Bischofswerdaer Straße 77, 81 (Karte)                    | Um 1860 (Wohnhaus Nr. 77); um 1880 (südwestliches Wohnhaus); um 1910 (Fabrikantenvilla und südwestliche Fabrikhalle); um 1920 (südöstliche Fabrikhalle) | Bauten mit hohem Authentizitätsgrad sowie von baugeschichtlicher, ortsgeschichtlicher und ortsbildprägender Bedeutung. | 09306648 |
|                                         | Wohnstallhaus (Umgebinde) und Scheune eines Zweiseithofes | Bischofswerdaer Straße 86 (Karte)                        | Bezeichnet mit 1840 | Umgebinde ausgemauert, Obergeschoss Sichtfachwerk, Giebel verbrettert, baugeschichtlich von Bedeutung, Krüppelwalmdach, Sandsteingewände, Korbbogenportal bezeichnet | 09289715 |
| Direkt Bild zu diesem Denkmal hochladen | Wohnstallhaus (Umgebinde) | Feldstraße 8 (Karte)                                     | 19. Jahrhundert | Obergeschoss Fachwerk, baugeschichtlich von Bedeutung | 09289972 |
| Weitere Bilder                          | Turnhalle mit baulichem Umfeld und Sportplatz (Sachgesamtheit) | Kirchstraße 5 (Karte)                                    | 1896 | Sachgesamtheit Turnhalle mit baulichem Umfeld und Sportplatz mit folgendem Einzeldenkmal: Turnhalle (09306807); hoher Authentizitätsgrad auch hinsichtlich erhaltener innerer Ausstattung, dazu vorgelegte Freitreppe, seitlich flankierende Fahnenmasten, Traversen der ehemaligen steinernen Sitzreihen, Reste einer kleinen vorgelagerten Terrasse und sich südlich anschließende Fläche des ehemaligen Sportplatzes einschließlich des rahmenden alten Baumbestandes als Sachgesamtheitsteile, orts- und baugeschichtliche Bedeutung | 09306806 |
| Weitere Bilder                          | Turnhalle (Einzeldenkmal der Sachgesamtheit 09306806) | Kirchstraße 5 (Karte)                                    | 1896 | Einzeldenkmal der Sachgesamtheit Turnhalle mit baulichem Umfeld und Sportplatz; hoher Authentizitätsgrad auch hinsichtlich erhaltener innerer Ausstattung, orts- und baugeschichtliche Bedeutung | 09306807 |
| Direkt Bild zu diesem Denkmal hochladen | Kriegerdenkmal für die Gefallenen von 1866 und 1870/1871 | Kirchstraße (Karte)                                      | Wohl 1895 | Ortsgeschichtlich von Bedeutung | 09289139 |
| Weitere Bilder                          | Pfarrhaus mit Einfriedung | Kirchstraße 9 (Karte)                                    | Um 1905 | Putzbau mit Reformstilelementen der Zeit um 1910, baugeschichtlich und ortsgeschichtlich von Bedeutung, zweigeschossiges, massives Gebäude auf unregelmäßigem Grundriss mit hohem Dreiecksgiebel an der Eingangsfront, Mansardwalmdach mit Fledermausgaupen (Biberschwanzdeckung), Sockel Natursteinquader, zweiflügelige Holzfenster mit gesprossten Oberlichtern, geputzte Zaunpfosten mit abgerundetem oberen Abschluss, hölzerne Lattenzaunsfelder, Architektursprache im Sinne des Heimatstils | 09300331 |
| Weitere Bilder                          | Evangelische Pfarrkirche und Friedhof Bretnig (Sachgesamtheit) | Kirchstraße 9 (neben) (Karte)                            | Um 1900 | Sachgesamtheit Evangelische Pfarrkirche und Friedhof Bretnig mit folgenden Einzeldenkmalen: Kirche mit umgebendem Kirchplatz, nördliche Leichenhalle, Friedhofstor, zwei Grabanlagen, Feierhalle und ein Nebengebäude auf dem Friedhof (siehe Einzeldenkmalliste Obj. 09289727), Denkmal für die Gefallenen des Ersten Weltkrieges (siehe Einzeldenkmalliste Obj. 09289726) und der Friedhof mit Einfriedungsmauer als Sachgesamtheitsteile; neoromanische Kirche mit Laufgang an Westfassade, polygonale Apsis im Süden, große Empore an der Südseite, Kreuzrippengewölbe, gestalteter Kirchplatz, daran nordwestlich sich anschließender Friedhof, baugeschichtlich und ortsgeschichtlich von Bedeutung. Friedhof mit Feierhalle in der Westecke, umlaufende Einfriedung (Eingangsseite erneuert), geplante Anlage mit regelmäßigem Wegesystem, äußere Wege von Linden flankiert, zentral gelegenes Rondell mit Linden und Sitzbänken (Gartendenkmal). | 09304052 |
| Weitere Bilder                          | Kirche mit umgebendem Kirchplatz (Einzeldenkmal zu ID-Nr. 09304052) | Kirchstraße 9 (neben) (Karte)                            | 1902/1903 | Einzeldenkmal der Sachgesamtheit Evangelische Pfarrkirche und Friedhof Bretnig; neoromanische Kirche, Laufgang an Westfassade, polygonale Apsis im Süden, große Empore an der Südseite, Kreuzrippengewölbe, baugeschichtlich und ortsgeschichtlich von Bedeutung, Gurtbögen, golden gefasst. Evangelische Pfarrkirche. Kleine Saalkirche mittelalterlichen Ursprungs mit geradem Chorschluss, erste Erweiterung 1720, Sakristei mit darüber liegender herrschaftlicher Betstube an der Nordwand von 1771, 1772 Umgestaltung des Äußeren und Inneren sowie Erweiterung, Turm 1780/81 errichtet, wesentliche Erneuerungen im Innern 1811/12 und 1826, zwei Treppentürme von 1891. Bei der Restaurierung 1951/52 die Raumfassung von 1723 freigelegt. Verputzter Bruchsteinbau mit hohen Korbbogenfenstern und Strebepfeilern im Westen an der Nord- und Südwand. Quadratischer zweigeschossiger Westturm, das zurückgesetzte Glockengeschoss mit Haube und Laterne. Im Inneren marmorierte zweigeschossige Holzemporen an den Längsseiten, eingeschossig an der Westwand. Großer Kanzelaltar aus Holz von 1772 mit hoher Rundbogenöffnung und gemaltem Baldachin an der Ostwand. Die eingebaute Kanzel in Dreipassform von Johann Christian Kirchner, Sandstein, 1714, sie befand sich vorher an der Nordseite des Saales, die Wappen derer von Gersdorf und von Hochberg auf den mittleren Füllungen vermutlich eine Zutat von 1724. Die Sandsteintaufe ebenfalls von Kirchner, ursprünglich als Kanzelfuß geschaffen, besitzt sie einen von Lambrequins geschmückten polygonalen Aufsatz aus Holz, 1714. Schnitzfigur des hl. Georg aus einem Flügelaltar, Mitte 15. Jahrhundert. Einzig erhaltene Orgel von Wilhelm Flügel, 1842, mehrfach verändert. | 09289727 |
|                                         | Nördliche Leichenhalle (Einzeldenkmal zu ID-Nr. 09304052) | Kirchstraße 9 (neben) (Karte)                            | | Einzeldenkmal der Sachgesamtheit Evangelische Pfarrkirche und Friedhof Bretnig; heute Garage, im neoromanischen Stil der Kirche entsprechend, Walmdach | 09289727 |
|                                         | Friedhofstor (Einzeldenkmal zu ID-Nr. 09304052) | Kirchstraße 9 (neben) (Karte)                            | | Einzeldenkmal der Sachgesamtheit Evangelische Pfarrkirche und Friedhof Bretnig; repräsentative Toranlage mit zwei Granitpfeilern | 09289727 |
|                                         | Zwei Grabanlagen (Einzeldenkmal zu ID-Nr. 09304052) | Kirchstraße 9 (neben) (Karte)                            | Nach 1918 | Einzeldenkmale der Sachgesamtheit Evangelische Pfarrkirche und Friedhof Bretnig; zwei denkmalwerte Grabstätte auf dem Friedhof: - Grabanlage Familie Otto Gebler, Erstbelegung Ernst Otto Alexander Gebler (1871–1937), architektonischer Aufbau mit Säulen und in Nische eingestelltem lateinischem Kreuz, einschließlich Einfriedung, Muschelkalk, nach 1937 - Grabanlage Familie Georg Gebler, Erstbelegung Luise Käthe Gebler (1903–1918), rundbogig gegliedertes Wandgrab mit bekrönender Christusfigur, einschließlich Beeteinfassung, nach 1918 | 09289727 |
|                                         | Feierhalle und ein Nebengebäude auf dem Friedhof (Einzeldenkmal zu ID-Nr. 09304052) | Kirchstraße 9 (neben) (Karte)                            | | Einzeldenkmale der Sachgesamtheit Evangelische Pfarrkirche und Friedhof Bretnig | 09289727 |
| Weitere Bilder                          | Denkmal für die Gefallenen des Ersten Weltkrieges (Einzeldenkmal zu ID-Nr. 09304052) | Kirchstraße 9 (neben), vor der Kirche (Karte)            | Nach 1918 | Einzeldenkmal der Sachgesamtheit Evangelische Pfarrkirche und Friedhof Bretnig: Denkmal für die Gefallenen des Ersten Weltkrieges (siehe auch Sachgesamtheitsdokument Objekt 09304052); monumentaler Sandsteinkubus mit bekrönendem Adler, umgeben von einem Ehrenhain mit zwei kleinen Treppenanlagen, ortsgeschichtlich von Bedeutung. Ädikulaartiger Aufbau über Sockel – Kubus, der von zwei dorischen Säulen gerahmt wird, Gebälkzone mit Adler. | 09289726 |
| Direkt Bild zu diesem Denkmal hochladen | Fabrikantenvilla | Mühlberg 12 (Karte)                                      | Um 1870 | Repräsentativer gründerzeitlicher Putzbau mit Mittelrisalit und reicher Gliederung, baugeschichtlich und ortsgeschichtlich von Bedeutung, zweigeschossiger Putzbau, Eckrustica, dekorative Fensterumrahmungen, bis August 2011 irrtümlich unter Am Mühlberg in der Denkmalliste | 09289729 |
| Direkt Bild zu diesem Denkmal hochladen | Ehemalige Leder- und Segelwarenfabrik Jenatschek & Leunert (später RULEU) mit Hofpflasterung und Einfriedung | Rosenthalstraße 7 (Karte)                                | 1936 | Bau- und industriegeschichtlich von Bedeutung | 09307517 |
| Direkt Bild zu diesem Denkmal hochladen | Wohnstallhaus | Rosenthalstraße 19 (Karte)                               | Mitte 19. Jahrhundert | Ohne Anbau, eingeschossiger massiver Bau, Giebel verbrettert, Frackdach, hölzernes Vorhäuschen, baugeschichtlich und sozialgeschichtlich von Bedeutung, bis 2011 irrtümlich unter Rosenthalstraße 10 in der Denkmalliste | 09289733 |
| Direkt Bild zu diesem Denkmal hochladen | Ländliches Wohnhaus | Wäschereiweg 12 (Karte)                                  | Um 1870 im Kern | Obergeschoss verbrettertes Fachwerk, Drempel verbrettert, Eingangsvorbau mit Bleiverglasung, baugeschichtlich von Bedeutung, zweigeschossiger Baukörper mit Drempel, Erdgeschoss massiv, Obergeschoss und Drempel Fachwerkkonstruktion, nach außen holzverkleidet, original erhalten; ursprünglicher Baukörper kürzer, Erweiterung um 1900, Eingangsvorbau 1930; Erdgeschoss: Eingangsvorbau, korbbogige Fensteröffnungen mit Bleiverglasung (farbige florale Motive, Opakglas mit Schliff); Obergeschoss: Eingangsvorbau auch Bleiverglasung (geometrische Felder), hölzerne Fensterrahmungen im Obergeschoss erhalten, im Drempel kleine achteckige zweiflüglige Fenster in originaler Ausführung erhalten; Erdgeschoss und Obergeschoss bereits Kunststofffenster eingebaut, Gewände nur gemalt und mit grauem Begleitstrich gerahmt, an Westgiebel Motiv Drillingsfenster im Spitzgiebel (mittlere Öffnung zugesetzt); rückseitiger Anbau (Pergola) nicht von Unterschutzstellung berührt; laut Auskunft der Anwohner Bauakte in Bautzen vorhanden | 09301601 |
|                                         | Fabrikantenvilla | Weststraße 1 (Karte)                                     | 1870/1890 | historistischer Putzbau mit aufwändiger Putzgliederung und hölzernem Windfang, baugeschichtlich und straßenbildprägend von Bedeutung, Rückseite verändert, alte ornamentierte Haustür | 09289703 |
|                                         | Wohnhaus | Weststraße 2 (Karte)                                     | 1. Hälfte 19. Jahrhundert | Obergeschoss Fachwerk verschiefert, Giebel verbrettert, baugeschichtlich von Bedeutung, Satteldach | 09289730 |

## Hauswalde
| Bild                                    | Bezeichnung                                                                                  | Lage                                                                 | Datierung                  | Beschreibung | ID       |
| --------------------------------------- | -------------------------------------------------------------------------------------------- | -------------------------------------------------------------------- | -------------------------- | --- | -------- |
| Direkt Bild zu diesem Denkmal hochladen | Wegesäule                                                                                    | (Verbindungsstraße Ohorn – Hauswalde, in Höhe Buschmühlberg) (Karte) | 19. Jahrhundert            | Verkehrsgeschichtlich von Bedeutung. Grob behauene und sich leicht nach oben hin verjüngende Natursteinstele aus dem 19. Jahrhundert, Schriftspiegel im oberen Drittel der Säule geglättet, mit eingemeißelten Ortsangaben nach Kindisch und Bretnig sowie zugehörigen Richtungspfeilen. Wegesäule als Zeugnis der verkehrstechnischen Erschließung des ländlichen Raumes von verkehrsgeschichtlicher Bedeutung. | 09289144 |
|                                         | Wohnhaus                                                                                     | Hauptstraße 13 (Karte)                                               | 3. Drittel 19. Jahrhundert | Obergeschoss verbrettertes Fachwerk, Giebelseite ornamental verschiefert, baugeschichtlich und straßenbildprägend von Bedeutung, zweigeschossig, mit Drempel | 09289718 |
| Direkt Bild zu diesem Denkmal hochladen | Wohnhaus                                                                                     | Hauptstraße 24 (Karte)                                               | 1835                       | Obergeschoss verbrettertes Fachwerk, Giebel verkleidet, ursprüngliches Erscheinungsbild, baugeschichtlich von Bedeutung, originale Fenster | 09289717 |
| Weitere Bilder                          | Wohnstallhaus                                                                                | Hauptstraße 61 (Karte)                                               | Ende 19. Jahrhundert       | Obergeschoss und Giebel verbrettertes Fachwerk, eines der relativ wenigen Häuser im Erscheinungsbild des 19. Jahrhunderts, baugeschichtlich von Bedeutung | 09289720 |
|                                         | Wohnstallhaus, Scheune mit Taubenhäuschen auf dem Dach und Seitengebäude eines Dreiseithofes | Hauptstraße 73, 73a (Karte)                                          | Bezeichnet mit 1850        | Wohnstallhaus mit Obergeschoss in verbrettertem Fachwerk, an der Giebelseite verschiefert, Sockel der Scheune massiv, Taubenhäuschen verschiefert, Seitengebäude mit zwei Toren, baugeschichtlich und wirtschaftsgeschichtlich von Bedeutung | 09289721 |
|                                         | Wohnhaus                                                                                     | Kirchweg 1 (Karte)                                                   | Bezeichnet mit 1836        | Obergeschoss Fachwerk, Türgewände mit Korbbogenabschluss, ursprüngliche Bebauung des Ortes, baugeschichtlich von Bedeutung | 09289716 |
| Weitere Bilder                          | Pfarrhaus und Pfarrgarten                                                                    | Krohnenbergstraße 1 (Karte)                                          | 1786                       | Wohnhaus Obergeschoss verbrettertes Fachwerk, Krüppelwalmdach, baugeschichtlich und ortsgeschichtlich von Bedeutung, Türgewände mit Korbbogenabschluss und Schlussstein, Fenster Sandsteingewände | 09289724 |
| Weitere Bilder                          | Evangelische Pfarrkirche und Kirchhof Hauswalde (Sachgesamtheit)                             | Krohnenbergstraße 3 (Karte)                                          | 17.–19. Jahrhundert        | Sachgesamtheit evangelische Pfarrkirche und Kirchhof Hauswalde mit folgenden Einzeldenkmalen: Kirche, Leichenhäuschen, elf Grabmale, Gedenktafel für die Gefallenen der Jahre 1866/1870, Denkmal für die Gefallenen des Ersten Weltkrieges und Kirchhofsmauer mit zwei Portalen (siehe Einzeldenkmalliste – Obj. 09289725), der alte Baumbestand auf dem Kirchhof (Gartendenkmal) sowie der Kirchhof als Sachgesamtheitsteil; Saalkirche mit zweigeschossiger Empore, Herrschaftsloge, quadratischer Westturm mit achteckigem Glockengeschoss, Haube und offener Laterne, wesentliche Erneuerungen im Inneren 1811–1812 und 1826, Umbau 1891, Ausstattung u. a. Statue (Holz) des Heiligen Georg von einem mittelalterlichen Altar, baugeschichtlich und ortsgeschichtlich von Bedeutung. | 09304065 |
| Weitere Bilder                          | Kirche (Einzeldenkmal zu ID-Nr. 09304065)                                                    | Krohnenbergstraße 3 (Karte)                                          | 1720 (im Kern älter)       | Einzeldenkmal der Sachgesamtheit evangelische Pfarrkirche und Kirchhof Hauswalde; Saalkirche mit zweigeschossiger Empore, Herrschaftsloge, quadratischer Westturm mit achteckigem Glockengeschoss, Haube und offener Laterne, wesentliche Erneuerungen im Inneren 1811–1812 und 1826, Umbau 1891, Ausstattung unter anderem Statue (Holz) des Heiligen Georg von einem mittelalterlichen Altar, baugeschichtlich und ortsgeschichtlich von Bedeutung. Umbau mit zwei Treppentürmen 1891 durch Architekten Fritz Reuter und Theodor Fischer, Emporensäulen verändert, Kanzelaltar 1772, Taufbecken 1714 von Johann Ch. Kirchner, Orgelprospekt 1842, Statue des Heiligen Georg Ende 15. Jahrhundert. Zwei Gemälde: Bildnis des Pastors Johann Müller, gestorben 1658 und Bildnis des Pastors Georg Chladni, gestorben 1692, Gedenktafel für die Gefallenen der Jahre 1866 und 1870 in die Südwand der Kirche eingelassen. Evangelische Pfarrkirche. Unregelmäßiger zweischiffiger Bau, neuromanisch, 1902/03 von den Brüdern M. und E. Völkel aus Großröhrsdorf erbaut. Restaurierung 1926. Putzbau mit eingezogenem 5/8-Chorschluss, Außengliederung mit Lisenen, Blendbogenfries, kleinen rundbogigen Zwillingsfenstern mit Würfelkapitell, darüber große Rundbogenfenster. An der Südseite der quadratische Turm mit Glockengeschoss und Rhombendach. Westfassade mit Laufgang und großem Rundbogenportal mit eingestellten Säulen, das in die kleine Vorhalle mit Kreuzgratgewölbe führt. Inneres: Im Seitenschiff eine Empore, in Brüstungshöhe setzen niedrige steinerne Säulen an, deren ausladende Palmettenkapitelle das Kreuzgratgewölbe stützen, an der Westwand die Orgelempore. Die schöne einheitliche Wirkung des Innenraumes im Wesentlichen von der qualitätvollen geometrisch-ornamentalen Ausmalung und dem immer wiederkehrenden Motiv der gedrungenen Säule mit Palmettenkapitell bestimmt. Ausstattung aus der Erbauungszeit: Altar aus Kalkstein, Mensa mit einem giebelförmigen Aufsatz, dieser von einem Kreuz bekrönt. Polygonale Kanzel aus Eichenholz auf einem Sandstein-Fuß, die Ecken durch Säulen betont. Gedrungene Taufe aus Kalkstein mit niedrigen, an den Ecken des quadratischen Sockels eingestellten Säulen, polygonales Becken mit Palmettenschmuck. Eule-Orgel von 1903, drei bleiverglaste Buntglasfenster im Chor mit den Darstellungen des Sämanns, der Auferstehung Christi und des Kaufmanns mit der köstlichen Perle. | 09289725 |
|                                         | Leichenhäuschen (Einzeldenkmal zu ID-Nr. 09304065)                                           | Krohnenbergstraße 3 (Karte)                                          |                            | Einzeldenkmal der Sachgesamtheit evangelische Pfarrkirche und Kirchhof Hauswalde, in der südlichen Ecke des Kirchhofs | 09289725 |
|                                         | Elf Grabmale (Einzeldenkmal zu ID-Nr. 09304065)                                              | Krohnenbergstraße 3 (Karte)                                          | 17.–19. Jahrhundert        | Einzeldenkmale der Sachgesamtheit evangelische Pfarrkirche und Kirchhof Hauswalde, auf dem Kirchhof: - Grabmal Familie Gäbler, Grabstele mit Giebelbedachung und zwei korinthischen Halbsäulen, 2. Hälfte 19. Jahrhundert - Grabmal Anna-Rosina Z(…), obeliskenartige Grabstele mit Inschriftenmedaillon, 2. Hälfte 18. Jahrhundert - Grabmal des Pastors Theodor Gottlob … (1667–?), schlichte Grabstele mit Giebelbedachung, 1. Hälfte 18. Jahrhundert - Grabmal, pfeilerartige Stele mit Bedachung, 1. Hälfte 19. Jahrhundert - Klassizistisches Grabmal, kannelierter Säulenstumpf mit fünf Inschriftenmedaillons und floralem Rankwerk, 1. Hälfte 19. Jahrhundert - Fünf weitere klassizistische Grabmale, Ende 18. bis 1. Hälfte 19. Jahrhundert: ein kannelierter Säulenstumpf über Postament und Sockel mit Medaillons, ein weiteres ähnliches Grabmal für Gotthold Boden mit nur einem Medaillon, drei pfeilerartige Stelen mit Giebelüberdachung, Inschriften nicht mehr lesbar - Grabmal Hugo Fürchtegott Reumuth (1862–1927), Kantor und seine Frau, schlichte Stele mit Bronzerelief singender Kinder, schwarzer Granit, nach 1927 | 09289725 |
|                                         | Gedenktafel für die Gefallenen der Jahre 1866/1870 (Einzeldenkmal zu ID-Nr. 09304065)        | Krohnenbergstraße 3 (Karte)                                          | Nach 1870                  | Einzeldenkmal der Sachgesamtheit evangelische Pfarrkirche und Kirchhof Hauswalde, in die Südwand der Kirche eingelassen | 09289725 |
|                                         | Denkmal für die Gefallenen des Ersten Weltkrieges (Einzeldenkmal zu ID-Nr. 09304065)         | Krohnenbergstraße 3 (Karte)                                          | Nach 1918                  | Einzeldenkmal der Sachgesamtheit evangelische Pfarrkirche und Kirchhof Hauswalde, Pfeilermonument mit griechischen Helm als Bekrönung, Leichenhalle in der südlichen Ecke des Kirchhofs | 09289725 |
|                                         | Kirchhofsmauer mit zwei Portalen (Einzeldenkmal zu ID-Nr. 09304065)                          | Krohnenbergstraße 3 (Karte)                                          |                            | Einzeldenkmal der Sachgesamtheit evangelische Pfarrkirche und Kirchhof Hauswalde, Einfriedung beinahe vollständig umlaufend mit zwei jeweils dreiachsigen Toranlagen | 09289725 |
|                                         | Wohnstallhaus                                                                                | Krohnenbergstraße 16 (Karte)                                         | Bezeichnet mit 1826        | Obergeschoss verbrettertes Fachwerk, baugeschichtlich von Bedeutung, Türgewände mit Korbbogenabschluss und Schlussstein | 09289722 |
| Weitere Bilder                          | Wohnstallhaus eines Dreiseithofes                                                            | Krohnenbergstraße 49 (Karte)                                         | Bezeichnet mit 1837        | Obergeschoss verbrettertes Fachwerk, baugeschichtlich von Bedeutung, originale Fenster, Krüppelwalmdach, Granittürgewände, Fenster Sandsteingewände | 09289723 |
|                                         | Wohnhaus und Scheune eines Zweiseithofes                                                     | Luisenberg 3 (Karte)                                                 | Ende 19. Jahrhundert       | Wohnhaus Obergeschoss Fachwerk verschiefert, ursprüngliches Erscheinungsbild, baugeschichtlich und wirtschaftsgeschichtlich von Bedeutung, hohe Geschosshöhe | 09289728 |

## Kleinröhrsdorf
| Bild                                    | Bezeichnung | Lage                                                      | Datierung                                                                                          | Beschreibung | ID       |
| --------------------------------------- | --- | --------------------------------------------------------- | -------------------------------------------------------------------------------------------------- | --- | -------- |
| Direkt Bild zu diesem Denkmal hochladen | Bogenbrücke | (500 m westlich des Ortskerns in einem Waldstück) (Karte) | 19. Jahrhundert                                                                                    | Baugeschichtlich von Bedeutung, an diesen Ort transferiert | 09289700 |
|                                         | Wegestein | (an der Straße nach Radeberg) (Karte)                     | 19. Jahrhundert                                                                                    | Verkehrsgeschichtlich von Bedeutung, Natursteinsäule mit scharrierten Seitenflächen, Schriftspiegel im oberen Drittel der Säule geglättet und mit Inschriften versehen (Ortsangaben: Radeberg, Dresden, Leppersdorf, Lichtenberg, Pulsnitz, zusätzlich Kilometerangaben und Richtungspfeile), dachartiger Abschluss | 09289699 |
| Weitere Bilder                          | Wohnhaus, Wohnstallhaus und zwei Seitengebäude eines Forsthofes, mit Einfriedung und alter Hofpflasterung sowie Bronzebüste der Gräfin Sophie Auguste von Einsiedel, geborene Gräfin von Loeben | An der Siedlung 21 (Karte)                                | Laut Auskunft um 1760                                                                              | Wohnhaus mit Obergeschoss in verbrettertem Fachwerk, Wohnstallhaus mit Obergeschoss in Sichtfachwerk, Sandsteingewände an Türen und Fenstern des Erdgeschosses, baugeschichtlich und ortsgeschichtlich von Bedeutung, Fenster in Originalgröße, Büste mit denkmalschutzrechtlicher Genehmigung vom 5. Oktober 2015 umgesetzt von Kirchhof Ortsteil Prietitz (zu Elstra), siehe Obj. 09225767 | 09289689 |
|                                         | Wohnhaus | Großröhrsdorfer Straße 7 (Karte)                          | Mitte 19. Jahrhundert                                                                              | Obergeschoss Sichtfachwerk, an den Giebelseiten verbrettert, Krüppelwalmdach, baugeschichtlich und straßenbildprägend von Bedeutung, Fenster gesprosst und in Originalgröße | 09289685 |
| Weitere Bilder                          | Schule, Treppenanlage und Stützmauer als Grundstückseinfassung | Großröhrsdorfer Straße 8 (Karte)                          | Um 1905                                                                                            | Später genutzt als Gemeindeamt, Putzbau mit originalem Uhrtürmchen und bauzeitlicher Haustür, hinsichtlich Kubatur und Proportionen sowie äußerer Gestaltungselemente zu großen Teilen original erhalten, baugeschichtlich und ortsgeschichtlich Bedeutung. Asymmetrischer Baukörper auf längsrechteckigem Grundriss, linke Gebäudehälfte zweigeschossig mit Walmdach und Uhrturm-Aufsatz sowie repräsentativem Hauseingang mit vorgelegter fünfstufiger Treppe, flankiert von massiven Natursteinwangen, hölzerne Überdachung, Sandsteingewände und originale zweiflügelige Tür, hölzerne Türblätter mit geschwungenen Glasscheiben, diese mit schmiedeeiserner dekorativer Vergitterung und Oberlicht mit dekorativem Bleiglasfenster (Sonnenmotiv), Natursteinmauerwerk im Sockelgeschoss durchlaufend, sämtliche Fenster im Erdgeschoss und Obergeschoss von Sandsteingewänden und Sohlbänken gerahmt, Erdgeschoss-Fenster straßenseitig zum Teil leider im oberen Drittel zugesetzt, weiter Dachüberstand des Walmdaches mit farbiger Akzentuierung, neuer dreifenstriger Schleppgaupe und originalem verschieferten Uhrtürmchen, rechte Gebäudehälfte eingeschossig mit ausgebautem Mansarddach mit Fledermausgaupe giebelseitig und weitem Dachüberstand, dieser mit geputzten und farbig abgesetzten Kassettierungen, Treppenanlage mit mehreren Granitstufen und dazwischenliegenden Podesten sowie vier Granitpfeiler mit Kämpferplatten und grundstücksbegleitende Natursteinmauer (Polygrundmauerwerk). | 09289697 |
| Weitere Bilder                          | Wohnstallhaus und Scheune eines Zweiseithofes | Milanweg 14 (Karte)                                       | 1. Hälfte 19. Jahrhundert                                                                          | Wohnstallhaus mit Obergeschoss in verbrettertem Fachwerk, Scheune in Fachwerk, landschaftstypisches Anwesen mit ortsbildprägendem Charakter und wissenschaftlich-dokumentarischem Wert, in historischen Proportionen erhalten, aber leider Fenstergewände an den Giebelseiten überputzt | 09288864 |
|                                         | Fischerhaus; Wohnstallhaus (ohne Anbau) und Scheune eines Zweiseithofes | Rödertalstraße 12 (Karte)                                 | Mitte 19. Jahrhundert                                                                              | Wohnstallhaus mit Obergeschoss in verbrettertem Fachwerk, baugeschichtlich von Bedeutung, Fenster zum Teil noch mit Sprossen und Originalgröße, Frackdach; Das Wohnstallhaus ist ein ehemaliges Fischerhaus. | 09289683 |
|                                         | Wohnstallhaus | Rödertalstraße 13 (Karte)                                 | 1. Hälfte 19. Jahrhundert                                                                          | Obergeschoss verbrettertes Fachwerk, Sandsteingewände, baugeschichtlich von Bedeutung, Fenster noch in Originalgröße | 09289684 |
|                                         | Wohnstallhaus | Rödertalstraße 16 (Karte)                                 | Um 1740                                                                                            | Obergeschoss verbrettertes Fachwerk, Giebelseite in Sichtfachwerk, baugeschichtlich von Bedeutung, Gebäude mit weitgehend authentischer Kubatur und Proportionen, Fachwerkkonstruktion erhalten, Fenster weitgehend in Originalgröße, historischer Dachstuhl, Begutachtung des Objektes durch das Landesamt für Denkmalpflege ergab geschätzte Datierung um 1740 | 09289696 |
| Weitere Bilder                          | Pfarrhaus und Wirtschaftsgebäude eines Pfarrhofes, mit Einfriedung | Rödertalstraße 24 (Karte)                                 | Ursprünglich Anfang 18. Jahrhundert                                                                | Pfarrhaus im Obergeschoss mit verbrettertem Fachwerk, Walmdach mit Fledermausgaupen, Sandsteintürgewände, baugeschichtlich, ortsgeschichtlich und straßenbildprägend von Bedeutung, Umbauten im 20. Jahrhundert, z. B. Erdgeschoss-Fenster vergrößert | 09289695 |
| Weitere Bilder                          | Evangelische Pfarrkirche mit Ausstattung, Kirchhof mit zwei Grabanlagen und Einfriedung sowie Denkmal für die Gefallenen des Ersten Weltkrieges                                                 | Rödertalstraße 25 (Karte)                                 | Umfassungsmauern 1495; 1901 (Orgel von Kircheisen); 1787 (Kanzelaltar); nach 1918 (Kriegerdenkmal) | Kleine Saalkirche, Putzbau mit Satteldach und Dachreiter, baugeschichtlich und ortsgeschichtlich von Bedeutung; Kirchhof mit umlaufender, verputzter Einfriedung, Eingangstor mit zwei Sandsteinpfeilern (bezeichnet mit 1853), Kriegerdenkmal für die Gefallenen des Ersten Weltkriegs aus Sandstein Denkmalwerte Grabstätten auf dem Kirchhof: - Grabstätte Familie Hörnig, Erstbelegung Johann Friedrich Erwin Hörnig (1853–1926), Wandgrab mit bekrönendem Kreuz, davor lebensgroße Figur einer Trauernden, Betonguss, einschließlich Einfriedung, nach 1926 - Grabstätte, Nachbelegung Erich Höfgen (1900–1985), ädikulaartiges Wandgrab (Betonguss) mit Christusfigur (Sandstein) nach Bertel Thorvaldsen, einschließlich Einfriedung mit Eisengittern, um 1925 Kleine rechteckige Saalkirche mit Satteldach; Umfassungsmauern von 1495, die weiten Stichbogenfenster, der niedrige Anbau an der Westseite und der Dachstuhl mit achteckigem verschiefertem Dachreiter und Haube sowie die Ausstattung 18. Jahrhundert, die kleine Vorhalle an der Südseite wohl vom Umbau 1735/36; Restaurierung 1888/89; 1901 Ausmalung mit Rosenmotiven und Jugendstilornamenten, 1960 Wiederherstellung der Raumfassung des späten 18. Jahrhunderts; Innenraum flachgedeckt mit einer Gliederung durch Putzspiegel und Rundfelder; umlaufende eingeschossige, marmorierte Holzemporen; Emporenfelder im 17. Jahrhundert mit biblischen Geschichten bemalt, bis auf die Darstellung der Bekehrung Pauli entfernt; strenger marmorierter Kanzelaltar aus Holz mit seitlichen Durchgängen von 1787, ein Rundbogen über kannelierten Pilastern rahmt den polygonalen Kanzelkorb, darunter das polychrome Holzrelief des Gnadenstuhls in liebevoller Detailausführung, um 1500; romanische Sandsteintaufe aus der Kirche von Wachau, Kreis Kamenz, großes rundes Becken auf niedrigem polygonalem Sockel; Orgel von Kircheisen, 1901 | 09289698 |
| Weitere Bilder                          | Erbgericht; Wohnstallhaus und zwei Seitengebäude eines Dreiseithofes, mit Resten der Einfriedung                                                                                                | Rödertalstraße 27 (Karte)                                 | Bezeichnet mit 1794 (Wohnstallhaus); nach 1911 (Seitengebäude); Bezeichnet mit 1844 (Einfriedung)  | Wohnstallhaus im Obergeschoss mit Sichtfachwerk, Sandsteingewände, Seitengebäude mit drei Dachreitern, baugeschichtlich und wirtschaftsgeschichtlich von Bedeutung | 09289694 |
|                                         | Wohnhaus (ohne Anbau) | Rödertalstraße 33 (Karte)                                 | Bezeichnet mit 1830                                                                                | Obergeschoss und Giebel in Sichtfachwerk, Krüppelwalmdach, Sandsteintürgewände; repräsentativer, den Ortskern mitprägender Bau, baugeschichtlich von Bedeutung; Im Erdgeschoss wurden an den Fenstern erhebliche Veränderungen vorgenommen. | 09289692 |
|                                         | Nördliches Wohnstallhaus, westliche Scheune und südliches Wohnhaus eines Dreiseithofes | Rödertalstraße 36, 36a (Karte)                            | Ende 19. Jahrhundert                                                                               | Wohnstallhaus mit verbrettertem Drempelgeschoss, ortsbildprägende Anlage, ursprüngliches Erscheinungsbild erhalten, baugeschichtlich und wirtschaftsgeschichtlich von Bedeutung, Fenster in Originalgröße | 09289691 |
|                                         | Wohnstallhaus und Scheune eines Zweiseithofes | Rödertalstraße 46 (Karte)                                 | 1. Hälfte 19. Jahrhundert                                                                          | Wohnstallhaus im Obergeschoss mit Sichtfachwerk, baugeschichtlich und wirtschaftsgeschichtlich von Bedeutung, Fenster mit Sprossen und in Originalgröße | 09289690 |
| Weitere Bilder                          | Wohnmühlenhaus | Wallrodaer Straße 5 (Karte)                               | Bezeichnet mit 1793                                                                                | Obergeschoss in Sichtfachwerk, Ständer sehr unregelmäßig, Sandsteintürgewände, Krüppelwalmdach, über der Haustür Tafel mit Müllerwappen (zwei Löwen bewegen ein Rad), baugeschichtlich, ortsgeschichtlich und straßenbildprägend von Bedeutung, Lehmausfachung, Fenster im Erdgeschoss zum Teil vergrößert, Steintrog 2012 nicht mehr auffindbar | 09289688 |
|                                         | Westliches Wohnstallhaus, südliches Auszugshaus und östliche Scheune eines Vierseithofes sowie Pflasterung der Hofzufahrt und Einfriedung an der Rückseite des Auszugshauses                    | Wallrodaer Straße 13, 13a (Karte)                         | Bezeichnet mit 1848 (Wohnstallhaus); 19. Jahrhundert (Auszugshaus)                                 | Ortsbildbeherrschende Hofanlage, baugeschichtlich, wirtschaftsgeschichtlich und sozialgeschichtlich von Bedeutung - Wohnstallhaus: zwei Geschosse, Bruchsteinmauerwerk, Fenstergewände aus Sandstein mit Resten der Farbfassung, Sandsteintafel bezeichnet mit „Aug. 1846“, Holzbrett bezeichnet mit 1848, Ziegeldach; original: Kappengewölbe im Flur, Terrazzo mit Mosaik, Treppenhaus, Türen (weiter nicht gesehen) - Auszugshaus, auch Wohnstallhaus, Natursteingewölbe, im Stallteil preußische Kappen, Wellblechdach, Putzfassade - Durchfahrtscheune: Sockel aus Bruchsteinmauerwerk, Zwischenwände in Fachwerk mit Lehmstaken, Rückseite in Bruchsteinmauerwerk, Obergeschoss verbrettert - Terrasse mit Garten und Einfriedung rückwärtig am Auszugshaus - Pflasterung der Hofzufahrt - Stall ist kein Denkmal | 09289969 |

## Ehemalige Denkmäler

### Ehemalige Denkmäler (Großröhrsdorf)
| Bild                                    | Bezeichnung | Lage                                              | Datierung | Beschreibung | ID       |
| --------------------------------------- | --- | ------------------------------------------------- | --- | --- | -------- |
| Weitere Bilder                          | Empfangsgebäude und Güterabfertigungsgebäude des Bahnhofs Großröhrsdorf                                         | Am Bahnhof 2 (Karte)                              | 1871 | Empfangsgebäude als zeittypischer Putzbau über H-förmigem Grundriss, mit Drempel und angebautem doppeltürigem Eingangsbereich, an den Schmalseiten flache übergiebelte Mittelrisalite; Güterabfertigungsgebäude als lang gestreckter Putzbau mit Gurtgesims und Drempel im vorderen Bereich und überdachter Ladefläche im hinteren Bereich, flaches Satteldach, bau-, eisenbahn- und ortsgeschichtlich von Bedeutung. Zwischen 2017 und 2024 aus der Denkmalliste gestrichen. | 09304326 |
|                                         | Wohnhaus (ohne Anbau)                                                                                           | Bandweberstraße 5 (Karte)                         | Mitte 19. Jahrhundert                                                                                                  | Obergeschoss verkleidetes Fachwerk, baugeschichtlich und straßenbildprägend von Bedeutung, Fenster weitgehend in Originalgröße, Haustür verändert. Zwischen 2017 und 2024 aus der Denkmalliste gestrichen. | 09289669 |
|                                         | Wohnhaus | Bandweberstraße 58 (Karte)                        | Mitte 19. Jahrhundert                                                                                                  | Obergeschoss verbrettertes Fachwerk, Giebel verbrettert, einseitig abgeschlepptes Satteldach, baugeschichtlich von Bedeutung. 2023 abgerissen. | 09304328 |
|                                         | Wohnhaus | Bandweberstraße 59 (Karte)                        | 2. Hälfte 19. Jahrhundert                                                                                              | Obergeschoss verbrettertes Fachwerk, Giebel verbrettert, zwei Fledermausgaupen, gutes Beispiel für ursprünglich erhaltene Ortsbebauung, baugeschichtlich von Bedeutung, Fenstergrößen weitgehend original. Zwischen 2017 und 2024 aus der Denkmalliste gestrichen. | 09289619 |
| Direkt Bild zu diesem Denkmal hochladen | Wohnstallhaus                                                                                                   | Bischofswerdaer Straße 40 (ohne Anbauten) (Karte) | Mitte 19. Jahrhundert                                                                                                  | Obergeschoss in Sichtfachwerk, baugeschichtlich von Bedeutung | 09289643 |
| Direkt Bild zu diesem Denkmal hochladen | Doppelwohnhaus mit Laden                                                                                        | Bischofswerdaer Straße 97, 99 (Karte)             | Um 1880 | Fassade von klassizistischer Wirkung, baugeschichtlich von Bedeutung; nach 2014 von der Denkmalliste gestrichen | 09289732 |
| Direkt Bild zu diesem Denkmal hochladen | Lehngut (Sachgesamtheit)                                                                                        | Radeberger Straße 18a, 18b, 18c, 18d (Karte)      | Nach 1887 (Gut); 19. Jahrhundert, Umbau 1910, Teilabbruch 1945, Umbau 1962 (Gutsscheune); ab 1888 (Wirtschaftsgebäude) | Sachgesamtheit des ehemaligen Lehnguts mit folgenden Einzeldenkmalen: Wohnstallhaus (Nr. 18a) mit drei Pfeilern der Hofeinfahrt, Wohn- und Wirtschaftsgebäude (Nr. 18c), Einfriedungsmauer (Stützmauer) des Grundstückes, Eiskeller mit Gewölben (vermutlich vom Vorgängerbau stammend) und Kastanien im Hof (Gartendenkmal) (siehe Einzeldenkmalliste – Obj. 09303698, gleiche Anschrift) sowie ehemalige Scheune (Nr. 18b, heute Wohnhaus), eineinhalbgeschossiger Baukörper auf quadratischem Grundriss (Nr. 18d) (in Verlängerung des Wohn-Wirtschaftsgebäudes Nr. 18c) und Garten westlich des Wohnstallhauses (Nr. 18a) als Sachgesamtheitsteile; baugeschichtlicher, ortsgeschichtlicher,sozialgeschichtlicher und städtebaulicher Wert; 2017 von der Denkmalliste gestrichen | 09289673 |
| Direkt Bild zu diesem Denkmal hochladen | Östliches Wohn- und Wirtschaftsgebäude der Hofanlage des ehemaligen Lehnguts (Einzeldenkmal zu ID-Nr. 09289673) | Radeberger Straße 18c (Karte)                     | 19. Jahrhundert (Wohnstallhaus); ab 1888 (Wohnstallhaus); 1895, Aufstockung Stallteil (Wohnstallhaus)                  | Einzeldenkmal der Sachgesamtheit Lehngut; baugeschichtliche, ortsgeschichtliche und sozialgeschichtliche Bedeutung; Parallel gegenüber zum Wohnstallhaus Radeberger Straße 18a platziert, eineinhalbgeschossiger langgestreckter Massivbau, gelber Klinker, Eckrustizierung und Giebelbekrönungen, Abbruchgenehmigung erteilt, kein Denkmal; Streichung 2017: Abbruchgenehmigung liegt vor, Bauschäden vorhanden, öffentliches Erhaltungsinteresse nicht mehr begründbar | 09303698 |
| Direkt Bild zu diesem Denkmal hochladen | Wohnhaus | Radeberger Straße 60 (Karte)                      | Mitte 19. Jahrhundert                                                                                                  | Obergeschoss verbrettertes Fachwerk, Giebel verbrettert, Satteldach, baugeschichtlich von Bedeutung; nach 2014 von der Denkmalliste gestrichen | 09304330 |
| Direkt Bild zu diesem Denkmal hochladen | Wohnhaus mit Ladeneinbau                                                                                        | Radeberger Straße 64 (Karte)                      | Ende 19. Jahrhundert                                                                                                   | Obergeschosse verbrettertes Fachwerk, Drempel verbrettert, baugeschichtlich von Bedeutung; zwischen 2011 und 2015 abgerissen. Fenster zum großen Teil noch Originalgröße. | 09289658 |
| Direkt Bild zu diesem Denkmal hochladen | Wohnstallhaus                                                                                                   | Saarstraße 3 (Karte)                              | Mitte 19. Jahrhundert                                                                                                  | Obergeschoss verbrettertes Fachwerk, Sandsteingewände, zeigt die ursprüngliche Besiedlungsbebauung, baugeschichtlich von Bedeutung; zwischen 2011 und 2015 abgerissen. Fenster in Originalgröße, Abrissgenehmigung vom 28. Juni 2010. | 09289655 |
|                                         | Fabrikantenvilla                                                                                                | Ungerstraße 5 (Karte)                             | Um 1900 | Zeittypischer Klinkerbau mit Eingangsvorbau, dieser auf zwei Säulen ruhend, Eckbetonung durch turmartigen Erker und helle Ziersteine, Gurtgesims, Zinnenfries unter der Traufe, flaches Mansarddach, bau- und ortsentwicklungsgeschichtlich von Bedeutung. Zwischen 2017 und 2024 aus der Denkmalliste gestrichen. | 09304334 |

### Ehemalige Denkmäler (Bretnig)
| Bild                                    | Bezeichnung                                  | Lage                                           | Datierung             | Beschreibung | ID       |
| --------------------------------------- | -------------------------------------------- | ---------------------------------------------- | --------------------- | --- | -------- |
| Direkt Bild zu diesem Denkmal hochladen | Wohnstallhaus                                | Am Gemeindebusch 4 (Karte)                     | 1839                  | Obergeschoss verbrettertes Fachwerk, Krüppelwalmdach, baugeschichtlich von Bedeutung; zwischen 2011 und 2015 abgerissen Fenster Sprossen und originale Größe. | 09289702 |
| Direkt Bild zu diesem Denkmal hochladen | Bergkeller                                   | Bischofswerdaer Straße 121 (gegenüber) (Karte) | 19. Jahrhundert       | Kulturgeschichtlich von Bedeutung, gefährdet durch Mauereinsturz. Zwischen 2017 und 2024 aus der Denkmalliste gestrichen. | 09289143 |
| Direkt Bild zu diesem Denkmal hochladen | Wohnstallhaus eines ehemaligen Dreiseithofes | Mühlberg 6 (Karte)                             | Bezeichnet mit 1801   | Obergeschoss Sichtfachwerk, Giebel verbrettert, eines der wenigen original erhaltenen Häuser der ursprünglichen Bebauung, baugeschichtlich von Bedeutung, Haustür Sandsteingewände, bis August 2011 irrtümlich unter Am Mühlberg in der Denkmalliste. Zwischen 2017 und 2024 aus der Denkmalliste gestrichen. | 09289709 |
| Direkt Bild zu diesem Denkmal hochladen | Wohnstallhaus                                | Rosenthalstraße 4 (Karte)                      | Mitte 19. Jahrhundert | Obergeschoss verbrettertes Fachwerk, Giebel verkleidet, weitgehend ursprüngliches Erscheinungsbild, baugeschichtlich von Bedeutung; zwischen 2011 und 2015 abgerissen Satteldach, Abbruchgenehmigung vom 16. April 2010 wegen schlechten Bauzustands, Erhaltung nicht zumutbar                                | 09289734 |

### Ehemalige Denkmäler (Hauswalde)
| Bild                                    | Bezeichnung                                              | Lage                     | Datierung                                                                            | Beschreibung | ID       |
| --------------------------------------- | -------------------------------------------------------- | ------------------------ | ------------------------------------------------------------------------------------ | --- | -------- |
| Direkt Bild zu diesem Denkmal hochladen | Wohnhaus                                                 | Luisenberg 13 (Karte)    | Mitte 19. Jahrhundert                                                                | Obergeschoss verbrettertes Fachwerk, Fenster mit Sprossen und in originaler Größe, baugeschichtlich von Bedeutung; zwischen 2011 und 2016 abgerissen | 09289701 |
| Direkt Bild zu diesem Denkmal hochladen | Gasthof Hauswalde mit Saalanbau sowie Wohnhaus mit Laden | Ohorner Straße 2 (Karte) | Bezeichnet mit 1831 (Gasthaus); 1880er Jahre (Saal); Ende 19. Jahrhundert (Wohnhaus) | Städtebaulich unverzichtbare Gebäudegruppe in Ecklage Krohnenbergstraße und in Nähe Kirche, baugeschichtlich und ortsgeschichtlich von Bedeutung. - Gasthaus: Keller, zwei Geschosse, 5/5 Achsen, Krüppelwalmdach, Fenstergewände aus Sandstein, farbig gefasst (rotbraun), Putzfassade, Massivbau, Krüppelwalmdach, Haustürgewände Granit bezeichnet mit 1831 und bezeichnet mit 1839 mit Korbbogenabschluss, originale Haustür mit Oberlicht und alter Klinke, Fenster teilweise Kreuzstockfenster und Winterfenster mit Schiebefenstern, Steintreppe, Lehmstakendecken u. a. - Saalanbau: Erdgeschoss älter, Saal 1880er Jahre, Rundbogenfenster, seltene Art-Déco-Dekorationsmalerei und Lampe um 1925, spätklassizistische Haustür, mit Bühnenhaus aus Bruchsteinmauerwerk und Anbau zum Friedhof - Wohn- und Geschäftshaus, in der Krohnenbergstraße: Putzfassade, Fleischereigeschäft, drei Geschosse, halboffene Bebauung Zwischen 2021 und 2024 abgerissen. | 09289719 |

### Ehemalige Denkmäler (Kleinröhrsdorf)
| Bild                                    | Bezeichnung                       | Lage                      | Datierung                 | Beschreibung | ID       |
| --------------------------------------- | --------------------------------- | ------------------------- | ------------------------- | --- | -------- |
| Direkt Bild zu diesem Denkmal hochladen | Wohnstallhaus                     | Rödertalstraße 4 (Karte)  | 1. Hälfte 19. Jahrhundert | Obergeschoss verbrettertes Fachwerk, Giebel verbrettert, Sandsteingewände an Haustür und Erdgeschossfenstern, baugeschichtlich von Bedeutung, Fenster in originaler Größe. 2016 oder 2017 abgerissen. | 09289681 |
| Direkt Bild zu diesem Denkmal hochladen | Wohnstallhaus (ohne Garagenanbau) | Rödertalstraße 28 (Karte) | Ende 18. Jahrhundert      | Obergeschoss in verputztem Fachwerk, Frackdach, baugeschichtlich von Bedeutung, die Fensteröffnungen sind noch in ursprünglicher Größe erhalten                                                       | 09289693 |

## Tabellenlegende
- Bild: Bild des Kulturdenkmals, ggf. zusätzlich mit einem Link zu weiteren Fotos des Kulturdenkmals im Medienarchiv Wikimedia Commons. Wenn man auf das Kamerasymbol klickt, können Fotos zu Kulturdenkmalen aus dieser Liste hochgeladen werden:
- Bezeichnung: Denkmalgeschützte Objekte und ggf. Bauwerksname des Kulturdenkmals
- Lage: Straßenname und Hausnummer oder Flurstücknummer des Kulturdenkmals. Die Grundsortierung der Liste erfolgt nach dieser Adresse. Der Link (Karte) führt zu verschiedenen Kartendiensten mit der Position des Kulturdenkmals. Fehlt dieser Link, wurden die Koordinaten noch nicht eingetragen. Sind diese bekannt, können sie über ein Tool mit einer Kartenansicht einfach nachgetragen werden. In dieser Kartenansicht sind Kulturdenkmale ohne Koordinaten mit einem roten bzw. orangen Marker dargestellt und können durch Verschieben auf die richtige Position in der Karte mit Koordinaten versehen werden. Kulturdenkmale ohne Bild sind an einem blauen bzw. roten Marker erkennbar.
- Datierung: Baubeginn, Fertigstellung, Datum der Erstnennung oder grobe zeitliche Einordnung entsprechend des Eintrags in der sächsischen Denkmaldatenbank
- Beschreibung: Kurzcharakteristik des Kulturdenkmals entsprechend des Eintrags in der sächsischen Denkmaldatenbank, ggf. ergänzt durch die dort nur selten veröffentlichten Erfassungstexte oder zusätzliche Informationen
- ID: Vom Landesamt für Denkmalpflege Sachsen vergebene, das Kulturdenkmal eindeutig identifizierende Objekt-Nummer. Der Link führt zum PDF-Denkmaldokument des Landesamtes für Denkmalpflege Sachsen. Bei ehemaligen Kulturdenkmalen können die Objektnummern unbekannt sein und deshalb fehlen bzw. die Links von aus der Datenbank entfernten Objektnummern ins Leere führen. Ein ggf. vorhandenes Icon  führt zu den Angaben des Kulturdenkmals bei Wikidata.

## Ausführliche Denkmaltexte
1. ↑  Dehio–Handbuch der deutschen Kunstdenkmäler, Sachsen, Band 1, Regierungsbezirk Dresden:
Evangelische Pfarrkirche; Einer der schönsten barocken Kirchenbauten der Oberlausitz; Stattliche Saalkirche mit eingezogenem Chor und 3/8-Schluss, 1731–36, Restaurierung 1886–88, 1933–36, 1903 Anbau eines Treppenturmes in der Nordostecke an die Herrschaftsloge.
Verputzter Bruchsteinbau, Korbbogenfenster mit verkröpftem Verdachungsgesims. Zweigeschossiger quadratischer Westturm mit achtseitigem Glockengeschoss, Haube und Laterne. Im Innern flache, mit geometrischen Stuckornamenten verzierte Putzdecke über großer Kehle und Gesims. Doppelgeschossige Holzemporen an den Langseiten und konvex vorschwingende Orgelempore. An der Chornordseite Loge mit drei Fenstern. Darüber eine zweite Loge, die etwas vorkragt; an der Chorsüdseite Sakristei. Einheitliche Ausstattung aus der Erbauungszeit: den Raum beherrschender Altar aus Holz, 1745: zwei übereck gestellte Pilaster korinthischer Ordnung mit vorgestellter Säule flankieren die Altarnische mit Kruzifix, darüber eine Kartusche mit flammendem Herz. Ein seitlich ausschwingender Aufsatz mit Strahlengloriole und Urnen über den Säulen bekrönt den Aufbau. Zwischen Altar und Chorwand je ein Durchgang mit geschweiftem Bogen, dieser von Rokoko-Ornament geschmückt. Fünfeckige Kanzel aus Holz, 1736, am Kanzelkorb Evangelistenbilder, und der segnende Christus. Der Kanzelkorb ruht auf einer mächtigen Volute. Taufe aus Holz auf vier volutenartigen Beinen mit Akanthus geschmückt, 1745. Beachtliche Schnitzfigur vom Flügelaltar des Vorgängerbaus, Maria mit Kind, ungefaßt, Mitte 15. Jahrhundert. Großes prächtiges Sandstein-Epitaph der Christiane Sophie Nicolai, geborene Troppanneger († 1756), an der Südseite der Chorwand: eine liegende Gestalt hält ein ovales Relief mit der Darstellung der Verstorbenen, flankiert von Pietas und Fides. Abschließend eine Glorie und ein einen Kranz herabreichenden Putto. Ganzfigurige Bildnisse von Martin Luther und Philipp Melanchthon, Öl auf Leinwand, 1614. Orgelprospekt von Pfützner & Mayer 1760/61, das Werk von Schuster, 1904, verändert von Eule, 1935/36.
2. ↑  Erläuterungen zu den Grabanlagen auf dem Friedhof Großröhrsdorf:
  - Grabstätte Familie Haufe, Erstbelegung Laura Flora Pfundt (geborene Haufe, 1870–1909), schlicht gestaltetes Wandgrab mit erhöhtem Mittelteil, Granit, einschließlich schmiedeeisernem Einfriedungsgitter, nach 1909
  - Grabstätte bezeichnet mit „Erbbegräbnis der Familie Carl Reinhold Boden 1865“, Erstbelegung Carl Reinhold Boden (1825–1879), breitgelagertes Wandgrab in spätklassizistischer Formensprache, Gliederung mit Pilastern und Rundbögen, Mittelteil ädikulaartig mit zwei vor Säulen und rundbogigem Aufbau, Marmor und Granit, einschließlich schmiedeeiserner Einfriedung, bezeichnet mit 1865
  - Grabstätte Carl Gottlob Boden (1797–1877), tempelartiger Aufbau mit zwei Säulen, im Dreiecksgiebel Relief mit Anker, Kreuz und Herz, Sandstein, ursprünglich teilweise vergoldet, Granit, einschließlich schmiedeeiserner Einfriedung, nach 1877
  - Grabstätte Familie Hermann Schöne, dreiteiliges Wandgrabmal, erhöhter Mittelteil mit geschwungenem Segmentbogen, Engel und bekrönendem Kreuz, Sandstein, einschließlich schmiedeeiserner Einfriedung, um 1905
  - Grabstätte Johann Gottfried Schöne (1801–1882), spätklassizistisches Wandgrabmal, Mittelteil von Säulen flankiert und mit Dreiecksgiebel, Sandstein mit Marmortafeln, einschließlich schmiedeeiserner Einfriedung, nach 1882
  - Grabstätte bezeichnet mit „Ruhestaette der Familie C. G. Grossmann“, Erstbelegung Carl Gottlob Grossmann (1797–1870), historistisches Wandgrab mit erhöhtem Mittelteil, im rundbogigen Abschluss Relief mit Engelskopf, bekrönendes Kreuz, Sandstein, schmiedeeiserne Einfriedung, nach 1870
  - Grabstätte bezeichnet mit „Ruhestaette der Familie J. G. Schurig“, Erstbelegung Johann Gotthold Schurig (1830–1905), Wandgrab mit dreiteiligem Aufbau, Mittelteil mit ädikulaartigem Aufsatz und Dreiecksgiebel, Sandstein, einschließlich schmiedeeiserner Einfassung, nach 1905
  - Grabstätte, schlichtes Wandgrab in der Formensprache des geometrischen Jugendstils, kolonnadenartiger Aufbau, bekrönt von geschwungenem Segmentgiebel, zwei Reliefs trauernder Engel, Betonguss, einschließlich schmiedeeiserner Einfriedung, um 1910, neue Nutzung der Grabstätte als Urnengrabanlage
  - Grabstätte Familie C. L. Werner, Erstbelegung Johanne Juliane Werner (1824–1884), über die nordwestliche Friedhofsecke reichende große Wandgrabstelle, im Zentrum ein durch vier Pilaster gegliedertes Mittelteil mit ädikulaartigem Aufsatz, dieser von Kreuz bekrönt, Sandstein mit mehreren Granitplatten, einschließlich schmiedeeiserner Einfriedung, nach 1884
  - Grabstätte bezeichnet mit „Familie Robert Boden“, Erstbelegung Felix Robert Boden (1893–1917), Wandgrab im Reformstil mit dreiteiligem Aufbau, einschließlich schmiedeeiserner Einfriedung, Sandstein, nach 1917
  - Grabstätte bezeichnet mit „Familie Joh. Gottfried Schöne“, dreiteiliges Wandgrab im Reformstil für Angehörige der Familien Schöne und Seckendorf, Mittelteil durch Pilaster gerahmt und mit zentraler Gedenkinschrift für Paul Eduard Seckendorf (1888–1914), Sandstein, einschließlich schmiedeeiserner Einfriedung, nach 1914
  - Grabstätte bezeichnet mit „Familie Robert Schöne“, Erstbelegung Linda Schöne (1891–1930), mit vier kannelierten Pilastern gegliedertes Wandgrab aus Bronzeguss, mit Einfriedungsgitter, nach 1930
  - Grabstätte Familie Max Haufe, Wandgrab mit Pilastergliederung, erhöhtes Mittelteil mit geschwungenem Giebel abgeschlossen, daran Relief mit Kranz und Palmzweigenn Sandstein, einschließlich schmiedeeiserne Einfriedung, um 1910
3. ↑  Beschreibung und Begründung des Gartendenkmals Lehngut Radeberger Straße 18a (Ragnhild Kober-Carrière, 2014):
Das Lehngut Großröhrsdorf befindet sich in direkter Nachbarschaft zur Kirche mit Kirchhof und dem sogenannten „Inneren Friedhof“. Es wird sowohl von der Radeberger als auch von der Bahnhofstraße erschlossen. Nur an der Radeberger Straße sind Reste einer Toranlage (Pfeiler aus verputztem Mauerwerk mit Kugelaufsatz) erhalten. Die Einfriedung an der Radeberger Straße besteht aus Stützmauern (Granitmauerwerk mit Sandsteinabdeckplatten und Resten eines aufgesetzten Metallgeländers). Direkt an der Zufahrt ist die Stützmauer im Bogen gezogen und schließt mit einer aufgesetzten Mauer zum Torpfeiler hin ab. Hier befindet sich ein Torbaum (Rosskastanie) und eine sogenannte Neugierde. Der Hofraum weist Reste einer Hofbefestigung auf (Granitsteinpflaster). Er wird durch eine Rosskastanie und zwei Eschen geprägt. Im Westbereich des Lehngutes ist das Gelände terrassiert. Wenige Obstbäume weisen auf einen Nutzgarten hin. Ein sich hier befindender Eiskeller wird von der Lichtenberger Straße aus erschlossen. An der Nordgrenze des Gutes steht eine ca. 40 m lange Einfriedungsmauer aus Bruchsteinmauerwerk. An ihr befindet sich auf dem Grundstück eine kleine Anhöhe mit einem Lindenpaar. Eine weitere Linde befindet sich an der Ostgrenze. Ein Wassertrog steht im Süden des Gebäudes 18c. Die unverbauten Gartenflächen sind auf Grund der exponierten Lage sowie Kirchen- und Friedhofsnähe von städtebaulicher und ortsgestaltender Bedeutung.
4. ↑  Die Firma J. G. Schöne gehört zu den ältesten Bandmacher-Familien in Großröhrsdorf. Seit dem 16. Jahrhundert Fam. Schöne in Großröhrsdorf ansässig, seit 1727 als Bandmacher nachweisbar. Auf dem Firmengelände zwei Produktionsgebäude, ein Verwaltungsgebäude und ein Sozialgebäude hauptsächlicher baulicher Bestand, der anschauliches Ensemble aus historischen Produktions-, Verwaltungs- und Sozialgebäuden in G. bildet. Hier Standort des ältesten Bandwebereibetriebes in Großröhrsdorf und im Rödertal.
Vorderes Gebäude (eventuell ehemalige Verwaltung) ältestes erhaltenes Firmengebäude in Großröhrsdorf, erbaut 1837, mit komplett erhaltenen originalen Holztüren im Inneren, Treppengeländer, Handläufe, gesamte Grundrissgliederung.
Hinteres Gebäude einer der ältesten erhaltenen Fabrikbauten im Ort, nach 1873 erbaut, wichtiges bauliches Zeugnis für Übergang vom Manufakturbetrieb zur industriellen Massenproduktion. Sozialgebäude mit ehemaligem Speisesaal mit Holzfalttüren, die Saal in drei Segmente unterteilten, Nutzung aber auch als ein großer Saal, im hintersten Saalteil Wandbild „Bandmacherstube Anno 1727“, originale Deckengestaltung und im vorderen Saalteil Bühne erhalten, im Obergeschoss Werksküche erhalten, zum Teil mit historischen technischen Geräten (Kessel, Aufzug).
Rechts neben dem Eingangstor: vorderes Gebäude viergeschossiger Fabrikbau mit bauzeitlichen Websälen und unverändert erhaltener Grundrissaufteilung, markiert den Abschluss der Industrialisierung im Ort, erbaut von Max und Edwin Völkel, die als Architekten und Baumeister das Ortsbild maßgeblich mitbestimmten.
Hinteres der beiden rechts neben dem Tor platzierten Gebäude als eigenständiges Gebäude ebenfalls von M. und E. Völkel entworfen und ausgeführt, mit Einflüssen der Reformarchitektur. Einsturz der Ostfassade 1947, Verbreiterung des Baukörpers bei Rekonstruktion 1951 und Verlust der Treppenturmhaube bei Umbauten am Aufzug in 1970er Jahren (?) beeinträchtigten Gesamtwirkung des Gebäudes.
Zur Ausstattung: Laut Restaurator Uwe Rähmer sind Umfang und Erhaltungszustand der historischen Bandwebstühle im authentischen Umfeld einmalig, Mustersammlung und Firmenarchiv als Quelle zur Geschichte der Bandweberei, nahezu unveränderter „Feierraum“ im mittleren Gebäude der links des Eingangs gelegenen Bauten (auch von M. u. E. Völkel) von 1940 als bauliches Zeugnis der Arbeits- und Sozialgeschichte.